# 마이크로폰

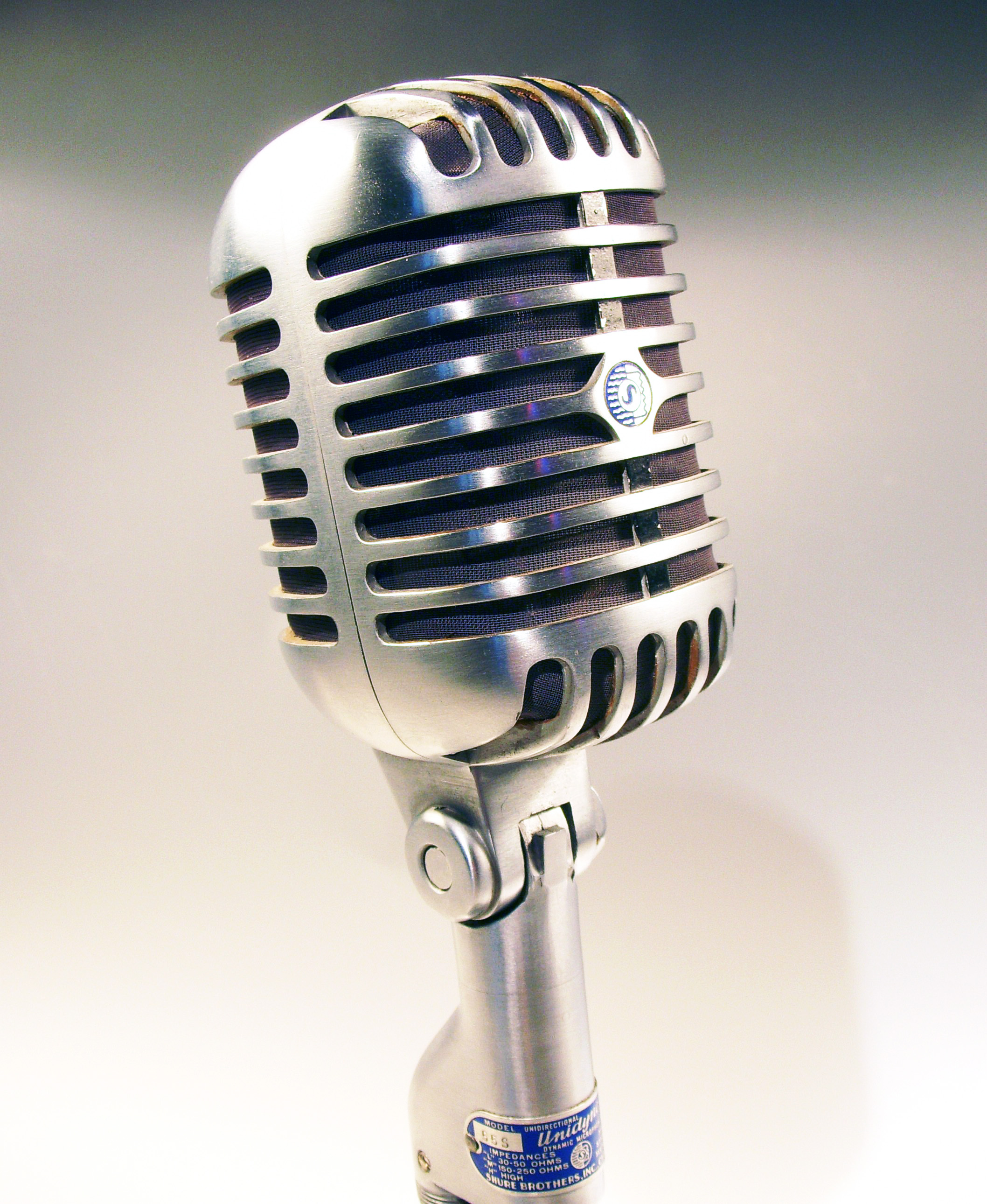
1951년에 출시된 슈어 브라더스 마이크로폰 모델 55S, 다중 임피던스 "스몰 유니다인" 다이내믹

마이크로폰(영어: microphone) 또는 마이크(영어: mike, mic, /maɪk/) 또는 마이크(mike)는 소리를 전기 신호로 변환하는 트랜스듀서이다. 마이크로폰은 전화, 보청기, 콘서트 홀 및 공공 행사를 위한 전관방송, 영화 제작, 라이브 및 녹음된 오디오 엔지니어, 녹음과 재생, 양방향 라디오, 메가폰, 라디오 및 텔레비전 방송과 같은 많은 응용 분야에서 사용된다. 또한 컴퓨터 및 휴대 전화와 같은 다른 전자 장치에서 소리 녹음, 음성 인식, VoIP 및 초음파 센서 또는 노크 센서와 같은 다른 목적으로도 사용된다.
오늘날에는 음파의 공기 압력 변화를 전기 신호로 변환하는 다양한 방법을 사용하는 여러 유형의 마이크로폰이 사용된다. 가장 일반적인 것은 자기장 내에 코일이 매달려 있는 다이내믹 마이크로폰, 진동하는 다이어프램을 축전기 판으로 사용하는 콘덴서 마이크로폰, 그리고 압전기 재료의 결정을 사용하는 접촉 마이크로폰이다. 마이크로폰은 일반적으로 신호를 녹음하거나 재생하기 전에 프리 앰프에 연결해야 한다.

## 역사
더 많은 사람들에게 말을 하기 위해 사람의 목소리 볼륨을 높여야 할 필요성이 생겨났다. 이를 달성하기 위해 사용된 초기 장치는 음향 메가폰이었다. 기원전 5세기 그리스에서 처음 발견된 예는 원형극장의 배우 목소리를 음향적으로 증폭시키는 뿔 모양의 입구 구멍이 있는 극장 마스크였다. 1665년, 영국의 물리학자 로버트 훅은 각 끝에 컵이 달린 늘어난 철사로 만든 "연인 전화"를 발명하여 공기 이외의 매질로 실험한 최초의 인물이었다.
1856년, 이탈리아 발명가 안토니오 메우치는 자기장 내에서 코일을 다양한 깊이로 이동시켜 전류를 생성하는 원리에 기반한 다이내믹 마이크로폰을 개발했다. 이 변조 방식은 전화 기술에서 가장 오래 지속되는 방식이기도 했다. 메우치는 1857년에 자신의 장치에 대해 "그것은 진동하는 다이어프램과 그 주위를 감는 나선형 철사로 전기화된 자석으로 구성되어 있다. 진동하는 다이어프램은 자석의 전류를 변화시킨다. 이러한 전류 변화는 철사의 다른 끝으로 전송되어 수신 다이어프램의 유사한 진동을 생성하고 단어를 재생한다"고 썼다.
1861년, 독일의 발명가 요한 필립 라이스는 간헐적인 전류를 생성하는 진동막에 부착된 금속 스트립을 사용하는 초기 사운드 송신기("라이스 전화")를 만들었다. 1876년 알렉산더 그레이엄 벨과 일라이셔 그레이의 초기 전화기에 사용된 "액체 송신기" 설계로 더 나은 결과가 얻어졌다. 이 시스템에서는 다이어프램이 산 용액에 담긴 전도성 막대에 부착되었다. 그러나 이러한 시스템은 음질이 매우 좋지 않았다.

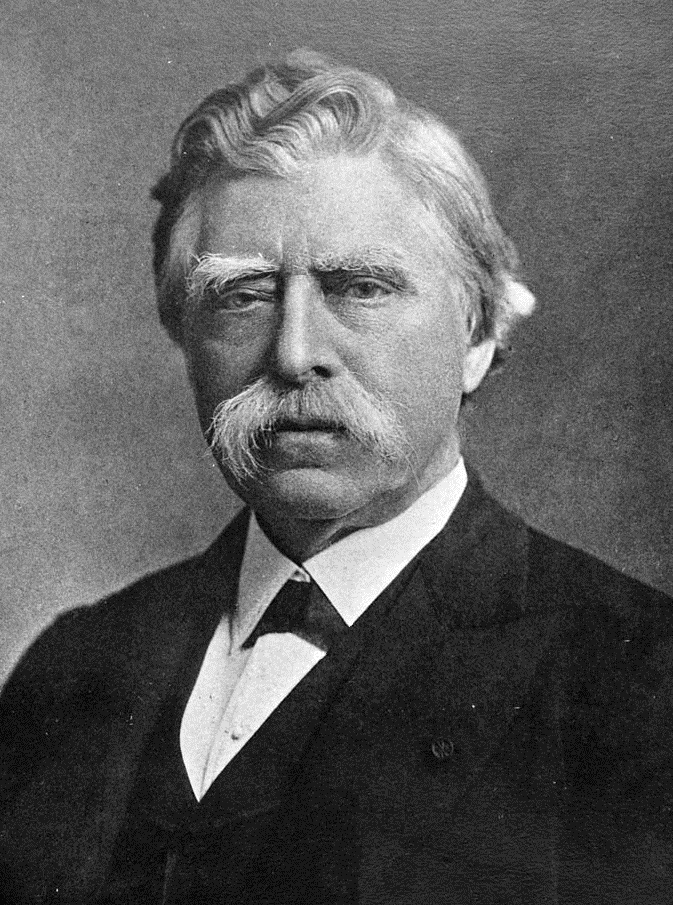
데이비드 에드워드 휴즈는 1870년대에 탄소 마이크로폰을 발명했다.

적절한 음성 전화 통신을 가능하게 한 최초의 마이크로폰은 (느슨한 접촉) 탄소 마이크로폰이었다. 이것은 영국에서 데이비드 에드워드 휴즈에 의해, 미국에서는 에밀 베를리너와 토머스 에디슨에 의해 독립적으로 개발되었다. 에디슨이 1877년 중반에 첫 특허를 받았지만(오랜 법적 분쟁 끝에), 휴즈는 몇 년 전에 이미 자신의 작동하는 장치를 많은 증인 앞에서 시연했으며, 대부분의 역사가들은 그를 발명가로 인정한다. 베를리너 마이크로폰은 알렉산더 그레이엄 벨의 전화에 사용되어 상업적인 성공을 거두었고, 베를리너는 벨에게 고용되었다. 탄소 마이크로폰은 전화, 방송 및 녹음 산업 발전에 결정적인 역할을 했다. 토머스 에디슨은 1886년에 탄소 마이크로폰을 탄소 버튼 송신기로 개선했다. 이 마이크로폰은 1910년 뉴욕 메트로폴리탄 오페라 극장에서 열린 첫 라디오 방송에서 사용되었다.

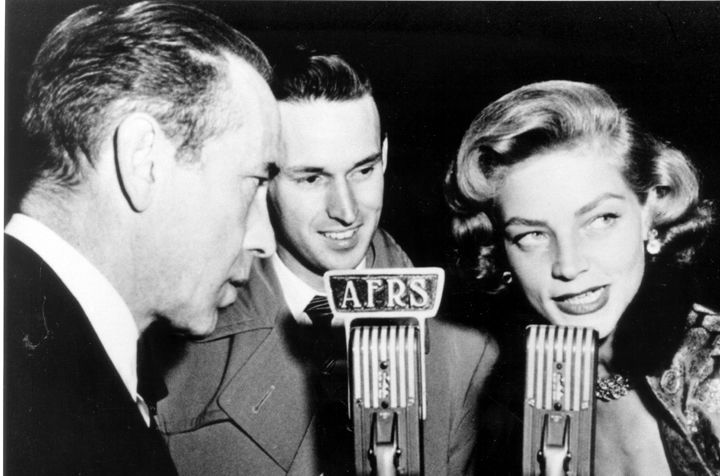
험프리 보가트, 잭 브라운, 로런 버콜이 제2차 세계 대전 중 해외 병사들에게 방송하기 위해 RCA 바라쿠스틱 MI-6203 리본 마이크로폰을 사용하고 있다.

1916년, 웨스턴 일렉트릭의 E.C. 웬테는 최초의 콘덴서 마이크로폰으로 다음의 혁신을 이루었다. 1923년, 최초의 실용적인 무빙 코일 마이크로폰이 제작되었다. H. J. 라운드 대위가 개발한 마르코니-사이키 마그네토폰은 런던 BBC 스튜디오의 표준이 되었다. 이것은 1930년 앨런 블럼라인과 허버트 홀맨에 의해 개선되어 HB1A를 출시했으며, 당시 최고의 표준이었다.
또한 1923년에는 리본 마이크로폰이 도입되었는데, 이는 또 다른 전자기식 유형으로, 리본 스피커에 사용된 개념을 마이크로폰 제작에 적용한 해리 F. 올슨이 개발한 것으로 추정된다. 수년에 걸쳐 이 마이크로폰은 여러 회사에서 개발되었으며, 특히 RCA는 마이크로폰에 지향성을 부여하기 위해 패턴 제어에서 큰 발전을 이루었다. 텔레비전과 영화 기술이 발전하면서 고음질 마이크로폰과 더 큰 지향성에 대한 수요가 있었다. 일렉트로-보이스는 1963년에 아카데미상을 수상한 샷건 마이크로폰으로 응답했다.
20세기 후반에는 슈어 브라더스가 SM58과 SM57을 출시하면서 개발이 빠르게 진전되었다.

## 종류
마이크로폰은 트랜스듀서 원리(콘덴서, 다이내믹 등)와 지향성 특성(옴니, 심장형 등)에 따라 분류된다. 때로는 다이어프램 크기, 용도 또는 주요 음향 입력의 마이크로폰 주축(엔드 어드레스 또는 사이드 어드레스)에 대한 방향과 같은 다른 특성도 마이크로폰을 설명하는 데 사용된다.

### 콘덴서

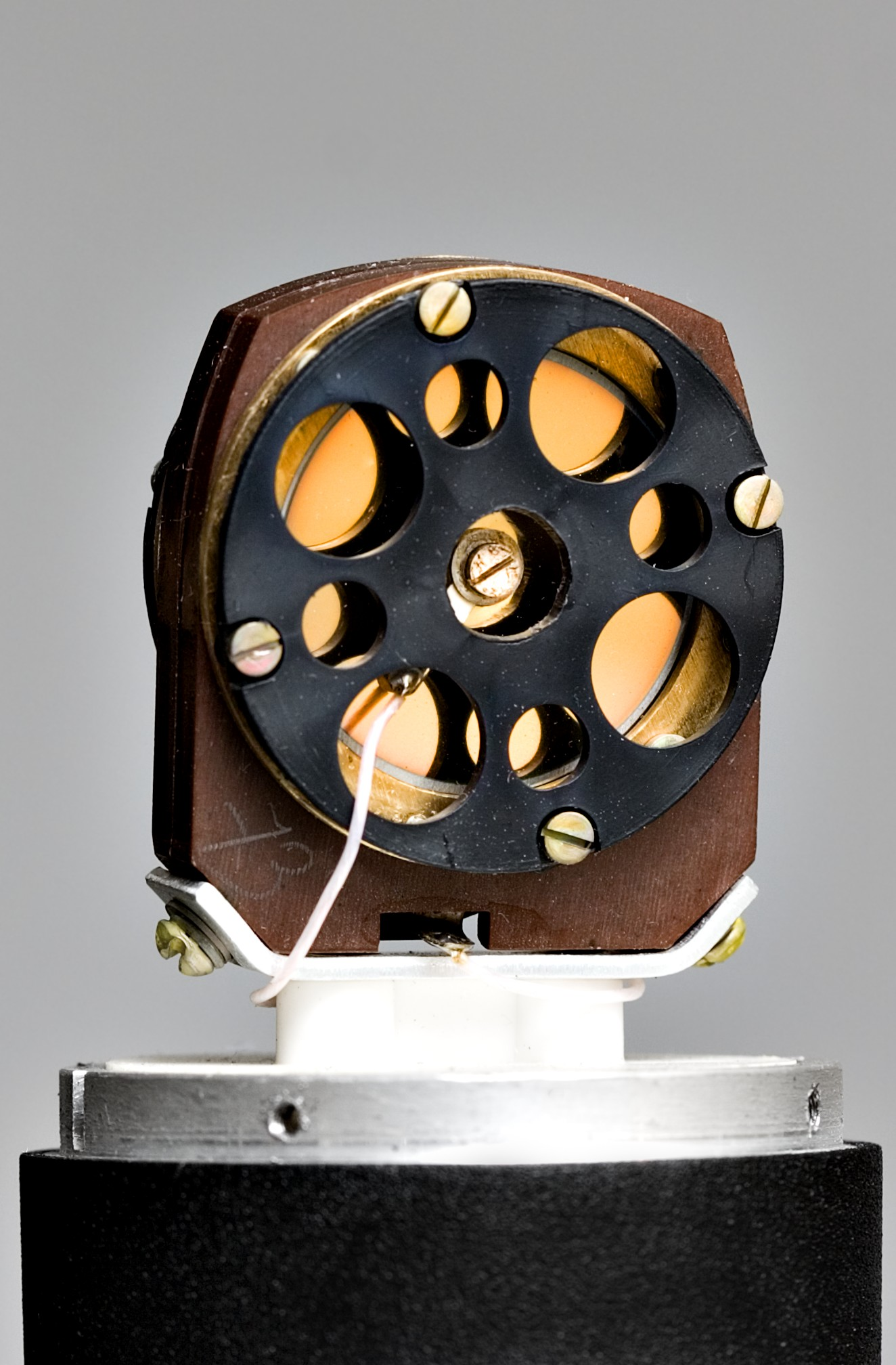
옥타바 319 콘덴서 마이크로폰 내부

콘덴서 마이크로폰의 내부 작동

1916년 웨스턴 일렉트릭에서 E. C. 웬테가 발명한 콘덴서 마이크로폰은 축전기 마이크로폰 또는 정전 마이크로폰이라고도 불리는데, 이는 축전기가 역사적으로 콘덴서라고 불렸기 때문이다. 다이어프램은 축전기의 한 판 역할을 하며, 오디오 진동은 판 사이의 거리 변화를 발생시킨다. 판의 정전 용량은 판 사이의 거리에 반비례하므로, 진동은 정전 용량의 변화를 발생시킨다. 이러한 정전 용량의 변화는 오디오 신호를 측정하는 데 사용된다. 고정판과 이동판의 조립체를 엘리먼트 또는 캡슐이라고 한다.
콘덴서 마이크로폰은 전화 수화구부터 저렴한 노래방 마이크로폰, 고음질 녹음 마이크로폰에 이르기까지 다양하다. 이들은 일반적으로 고품질 오디오 신호를 생성하며, 현재 실험실 및 녹음실 응용 분야에서 인기 있는 선택이다. 이 기술의 내재된 적합성은 다른 마이크로폰 유형이 더 많은 작업을 수행해야 하는 데 비해 입사 음파에 의해 움직여야 하는 질량이 매우 작기 때문이다.
콘덴서 마이크로폰은 전원이 필요하며, 장비의 마이크로폰 입력단자를 통해 팬텀 파워로 공급되거나 작은 배터리에서 공급된다. 전원은 축전기 판 전압을 설정하는 데 필요하며, 마이크로폰 전자 장치에 전원을 공급하는 데도 필요하다. 콘덴서 마이크로폰은 또한 두 개의 다이어프램을 가질 수 있으며, 이는 전기적으로 연결되어 극성 패턴 범위, 예를 들어 심장형, 무지향성, 양지향성을 제공할 수 있다. 일부 마이크로폰, 예를 들어 뢰데 NT2000 또는 CAD M179와 같은 마이크로폰에서는 패턴을 연속적으로 변경하는 것도 가능하다.
콘덴서 마이크로폰은 트랜스듀서에서 오디오 신호를 추출하는 방식에 따라 DC-바이어스 마이크로폰과 무선 주파수(RF) 또는 고주파(HF) 콘덴서 마이크로폰의 두 가지 주요 범주로 나뉜다.

#### DC 바이어스 콘덴서
DC 바이어스 콘덴서 마이크로폰의 경우, 플레이트는 고정 전하(Q)로 바이어스된다. 콘덴서 플레이트 양단에 유지되는 전압은 용량 방정식(C = Q⁄V)에 따라 공기 중의 진동에 따라 달라지며, 여기서 Q는 쿨롬 단위의 전하, C는 패럿 단위의 용량, V는 볼트 단위의 전위차이다. 콘덴서에는 거의 일정한 전하가 유지된다. 용량이 변함에 따라 콘덴서 양단의 전하도 아주 약간 변하지만, 가청 주파수에서는 거의 일정하다. 캡슐의 용량(약 5~100 pF)과 바이어스 저항 값(100 MΩ에서 수십 GΩ)은 오디오 신호에는 하이패스 필터 역할을 하고 바이어스 전압에는 로우패스 필터 역할을 하는 필터를 형성한다. RC 회로의 시정수는 저항과 용량의 곱과 같다는 점에 유의하라.
용량 변화의 시간 프레임(20Hz 오디오 신호에서 최대 50ms) 내에서 전하는 거의 일정하며, 콘덴서 양단의 전압은 용량 변화를 반영하기 위해 즉시 변한다. 콘덴서 양단의 전압은 바이어스 전압 위아래로 변한다. 바이어스와 콘덴서 간의 전압 차는 직렬 저항 양단에서 나타난다. 저항 양단의 전압은 성능 또는 녹음을 위해 증폭된다. 대부분의 경우, 마이크로폰 자체의 전자 장치는 전압 이득을 제공하지 않는다. 이는 고음량의 경우 전압 차이가 상당히 크기 때문이다(최대 수 볼트).

#### RF 콘덴서

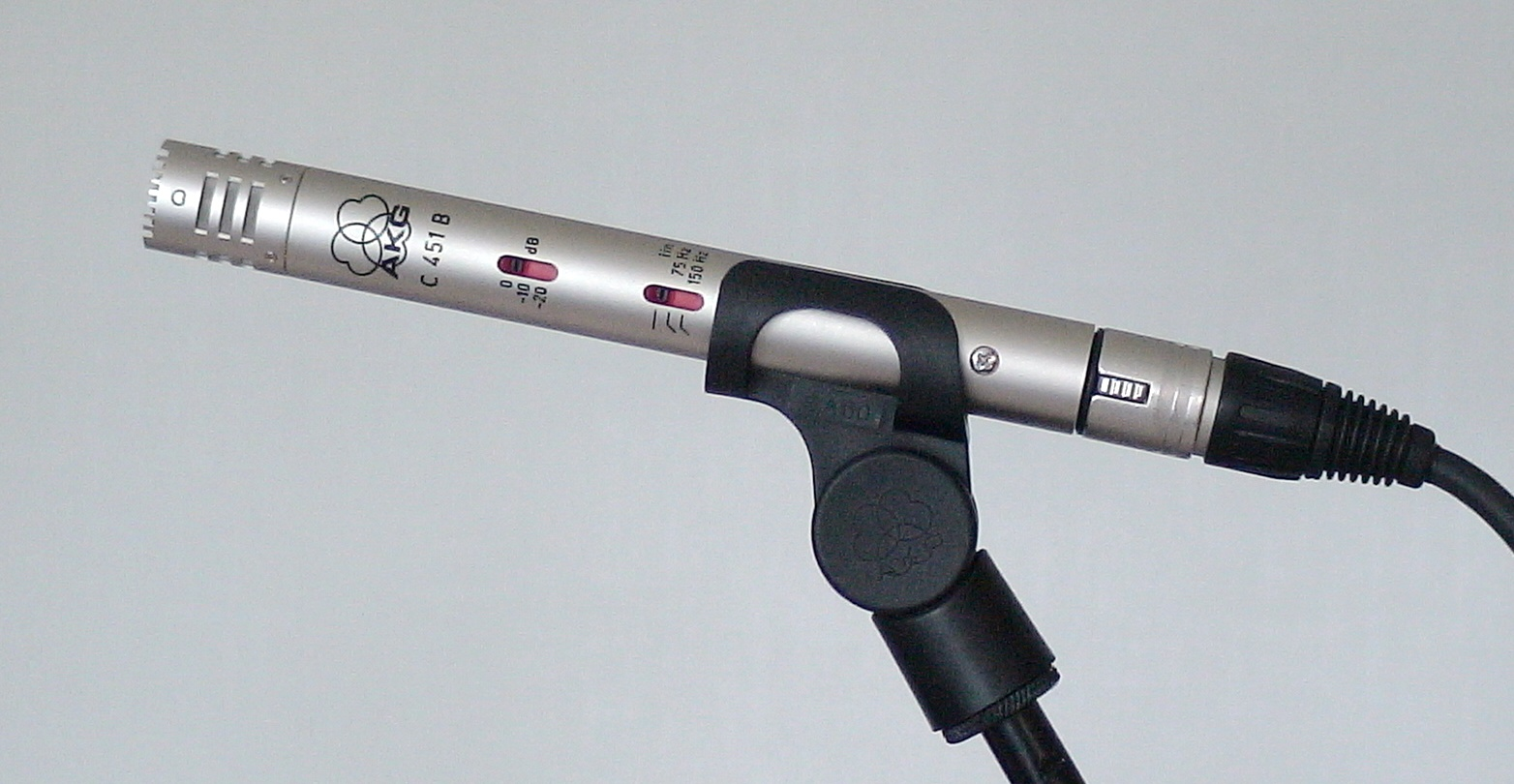
AKG C451B 소구경 콘덴서 마이크로폰

RF 콘덴서 마이크로폰은 저노이즈 발진기에서 생성되는 비교적 낮은 RF 전압을 사용한다. 발진기 신호는 캡슐 다이어프램을 움직이는 음파에 의해 생성되는 정전 용량 변화에 의해 진폭 변조될 수도 있고, 캡슐이 발진기 신호의 주파수를 변조하는 공진 회로의 일부일 수도 있다. 복조는 매우 낮은 소스 임피던스를 가진 저노이즈 오디오 주파수 신호를 생성한다. 높은 바이어스 전압이 없으므로 장력이 느슨한 다이어프램을 사용할 수 있어 높은 순응도로 인해 더 넓은 주파수 응답을 얻을 수 있다. RF 바이어스 과정은 더 낮은 전기 임피던스 캡슐을 생성하며, 유용한 부산물은 RF 콘덴서 마이크로폰이 오염된 절연 표면으로 인해 DC 바이어스 마이크로폰에 문제가 발생할 수 있는 습한 날씨 조건에서도 작동할 수 있다는 것이다. 젠하이저 MKH 시리즈 마이크로폰은 RF 바이어스 기술을 사용한다. 동일한 물리적 원리를 은밀하게 원격으로 활성화하는 응용 프로그램인 더 씽은 소련 발명가 레온 테레민에 의해 고안되어 1945년부터 1952년까지 모스크바의 미국 대사관 관저를 도청하는 데 사용되었다.

#### 일렉트릿 콘덴서

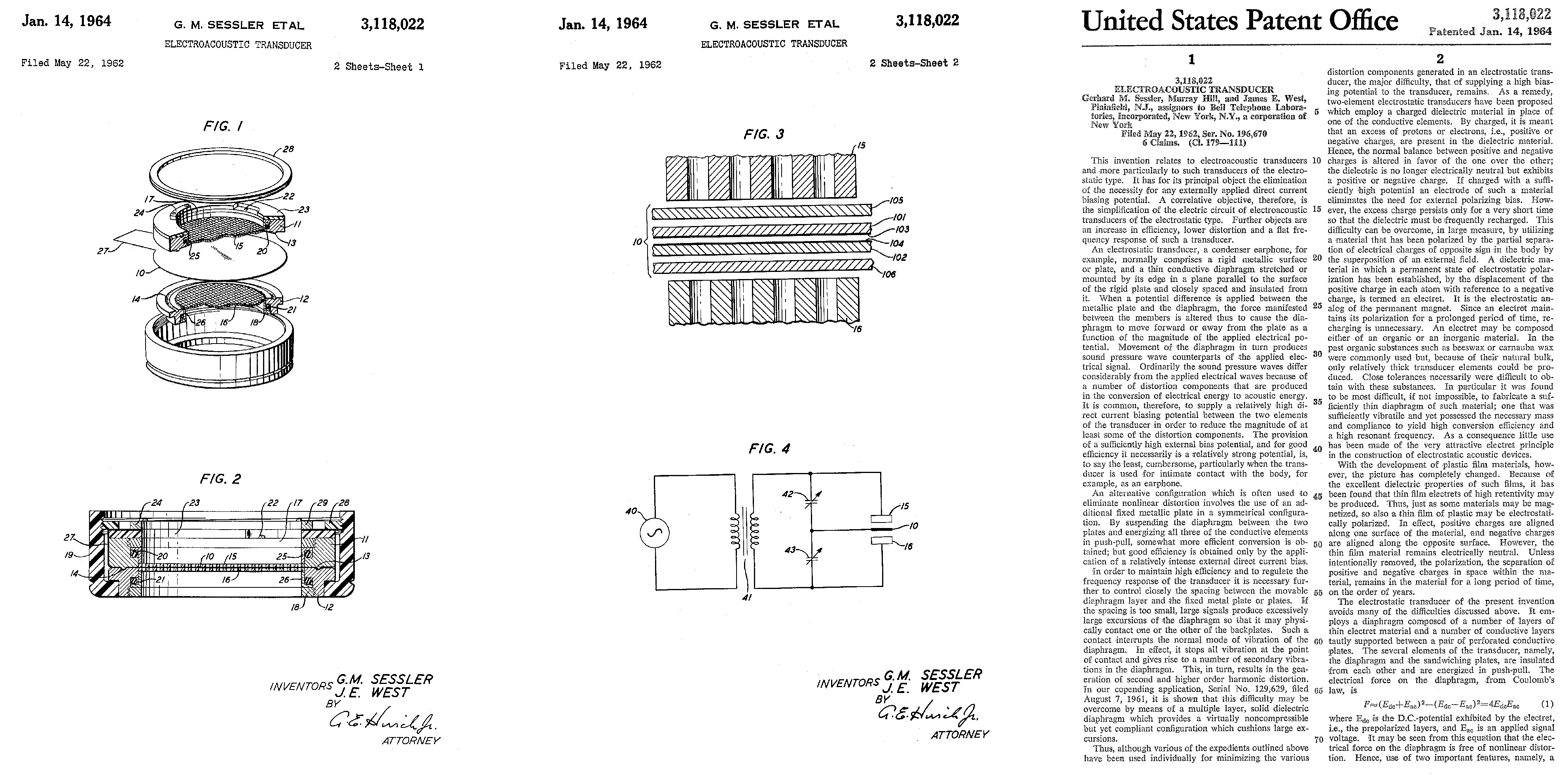
G. M. 세슬러 등이 출원한 포일 일렉트릿 마이크로폰에 대한 첫 특허 (1~3쪽)

일렉트릿 마이크로폰은 1962년 벨 연구소의 게르하르트 세슬러와 제임스 에드워드 메이시오 웨스트가 발명한 콘덴서 마이크로폰의 일종이다. 기존 콘덴서 마이크로폰에 사용되는 외부 인가 전하를 일렉트릿 재료의 영구 전하로 대체한다. 일렉트릿은 영구적으로 전기적으로 충전되거나 분극된 강유전체 재료이다. 이름은 정전기(electrostatic)와 자석(magnet)에서 유래했다. 즉, 재료 내 정전하의 정렬을 통해 일렉트릿에 정전하가 내장되는데, 이는 영구 자석이 철 조각 내 자기 도메인을 정렬하여 만들어지는 방식과 유사하다.
일렉트릿 마이크로폰은 우수한 성능과 제조 용이성, 그리고 그에 따른 저렴한 비용으로 인해 오늘날 생산되는 마이크로폰의 대다수를 차지하며, 한 반도체 제조업체는 연간 생산량을 10억 개 이상으로 추정한다. 이들은 고품질 녹음 및 라발리에 (옷깃 마이크) 사용부터 소형 녹음 장치 및 전화기에 내장된 마이크로폰에 이르기까지 다양한 응용 분야에서 사용된다. MEMS 마이크로폰이 확산되기 전에는 거의 모든 휴대폰, 컴퓨터, PDA 및 헤드셋 마이크로폰이 일렉트릿 유형이었다.
다른 축전기 마이크로폰과 달리 분극 전압이 필요하지 않지만, 전원을 필요로 하는 통합 프리 앰프를 자주 포함한다. 이 프리 앰프는 음향 강화 및 스튜디오 응용 분야에서 주로 팬텀 전원으로 작동한다. PC용으로 설계된 모노 마이크로폰(때로는 멀티미디어 마이크로폰이라고도 함)은 일반적으로 스테레오 연결에 사용되는 3.5mm 플러그를 사용하며, 두 번째 채널의 신호를 전달하는 대신 링이 전원을 전달한다.

#### 진공관 마이크로폰
진공관 마이크로폰은 진공관 앰프를 사용하는 콘덴서 마이크로폰이다. 이들은 튜브 사운드 애호가들 사이에서 여전히 인기가 많다.

### 다이내믹

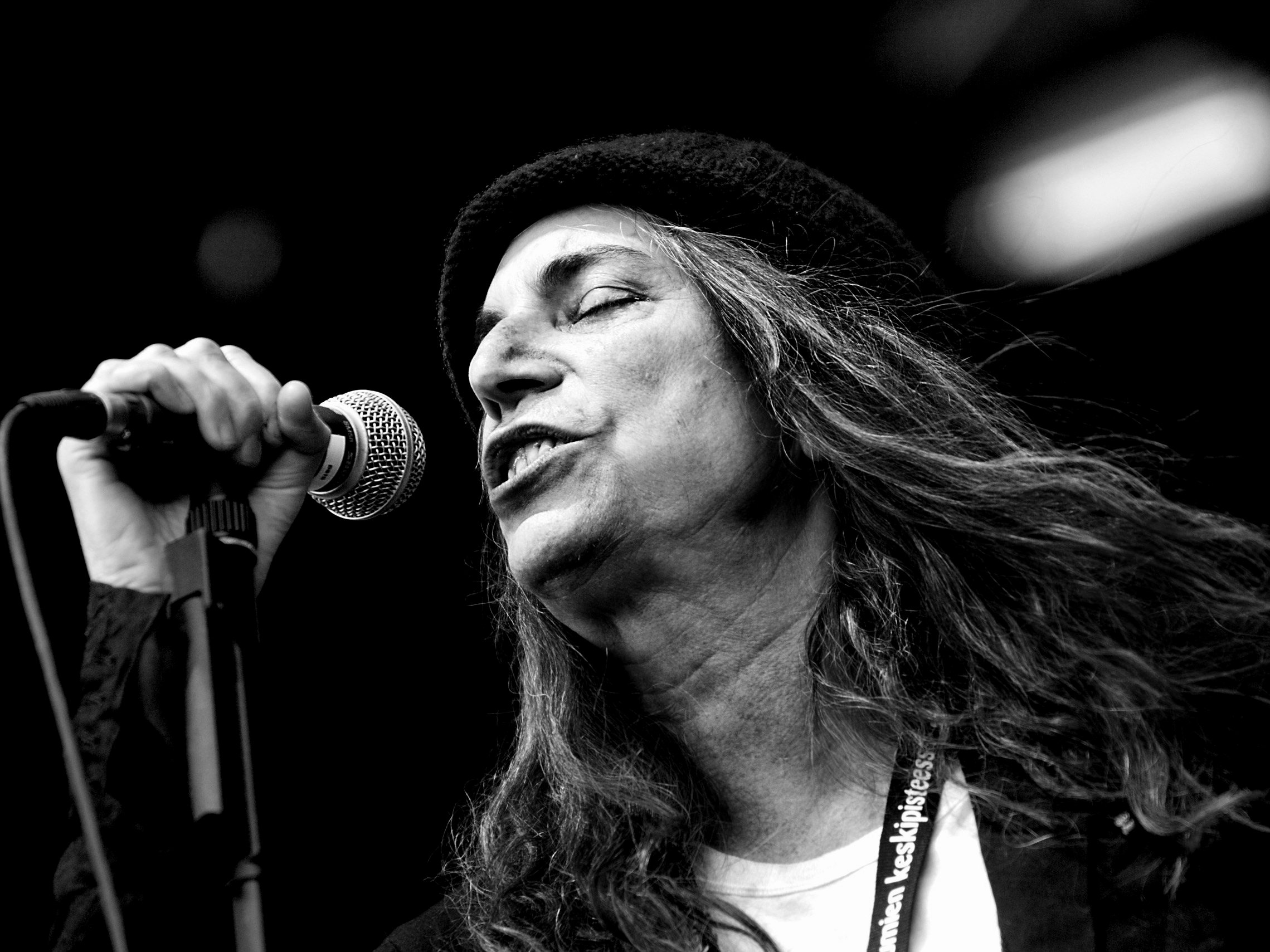
패티 스미스가 슈어 SM58 (다이내믹 심장형 유형) 마이크로폰에 대고 노래하고 있다.

다이내믹 마이크로폰의 내부 작동

다이내믹 마이크로폰 (무빙 코일 마이크로폰이라고도 함)은 전자기 유도를 통해 작동한다. 견고하고 비교적 저렴하며 습기에 강하다. 이러한 특성은 잠재적으로 높은 피드백 이전 이득과 결합되어 무대 사용에 인기가 많다.
다이내믹 마이크로폰은 스피커와 동일한 다이내믹 원리를 역으로 사용한다. 영구 자석의 자기장에 위치한 작은 이동식 유도 코일이 다이어프램에 부착된다. 마이크로폰의 윈드스크린을 통해 소리가 들어오면 음파가 다이어프램을 움직이고, 이는 자기장 내에서 코일을 움직여 전자기 유도를 통해 코일 양단에 변화하는 전압을 생성한다.

### 리본

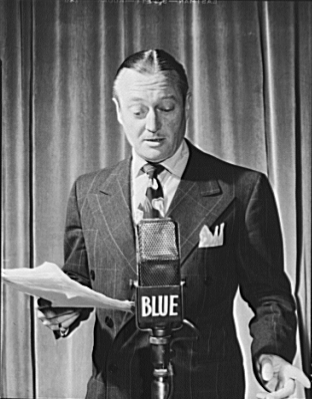
에드먼드 로우가 리본 마이크로폰을 사용하고 있다.

리본 마이크로폰은 자기장에 매달린 얇고 대개 주름진 금속 리본을 사용한다. 리본은 마이크로폰의 출력에 전기적으로 연결되어 있으며, 자기장 내에서의 진동이 전기 신호를 생성한다. 리본 마이크로폰은 자기 유도를 통해 소리를 생성한다는 점에서 무빙 코일 마이크로폰과 유사하다. 기본 리본 마이크로폰은 리본이 양쪽으로 열려 있기 때문에 양지향성 (아래 다이어그램에서 그림-8이라고도 함) 패턴으로 소리를 감지한다. 또한, 리본은 질량이 훨씬 작기 때문에 음압보다는 공기 속도에 반응한다. 비록 대칭적인 전면 및 후면 수음이 일반적인 스테레오 녹음에서는 성가실 수 있지만, 높은 측면 거부 기능은 리본 마이크로폰을 수평으로, 예를 들어 심벌즈 위에 배치하여 후면 로브가 심벌즈에서만 소리를 수음하도록 하는 데 유리하게 사용될 수 있다. 리본 마이크로폰의 그림-8 응답은 블룸라인 페어 스테레오 녹음에 이상적이다. 다른 지향성 패턴은 리본의 한 면을 음향 트랩이나 배플에 넣어 소리가 한 면에만 도달하도록 하여 생성된다. 고전적인 RCA Type 77-DX 마이크로폰은 내부 배플의 여러 외부 조정 가능한 위치를 가지고 있어 그림-8에서 단일 지향성에 이르는 여러 응답 패턴을 선택할 수 있다.
오래된 리본 마이크로폰에서는 리본이 매우 느슨하게 매달려 있을 때만 좋은 저주파 응답을 얻을 수 있었는데, 이는 상대적으로 취약하게 만들었다. 새로운 나노재료를 포함한 현대적인 리본 재료들은 그러한 우려를 없애고 심지어 저주파에서 리본 마이크로폰의 효과적인 다이내믹 레인지를 개선했다. 보호용 윈드스크린은 빈티지 리본 손상 위험을 줄이고 녹음 시 파열음 노이즈를 줄일 수 있다.
다른 유형의 다이내믹 마이크로폰과 마찬가지로 리본 마이크로폰은 팬텀 전원이 필요하지 않다. 사실, 이 전압은 일부 오래된 리본 마이크로폰을 손상시킬 수 있다. 일부 새로운 현대 리본 마이크로폰 디자인은 프리 앰프를 포함하고 있으므로 팬텀 전원이 필요하며, 현대 수동 리본 마이크로폰(즉, 위에서 언급한 프리 앰프가 없는 마이크로폰)의 회로는 팬텀 전원에 의한 리본 및 변압기 손상을 방지하도록 특별히 설계되었다.

### 탄소

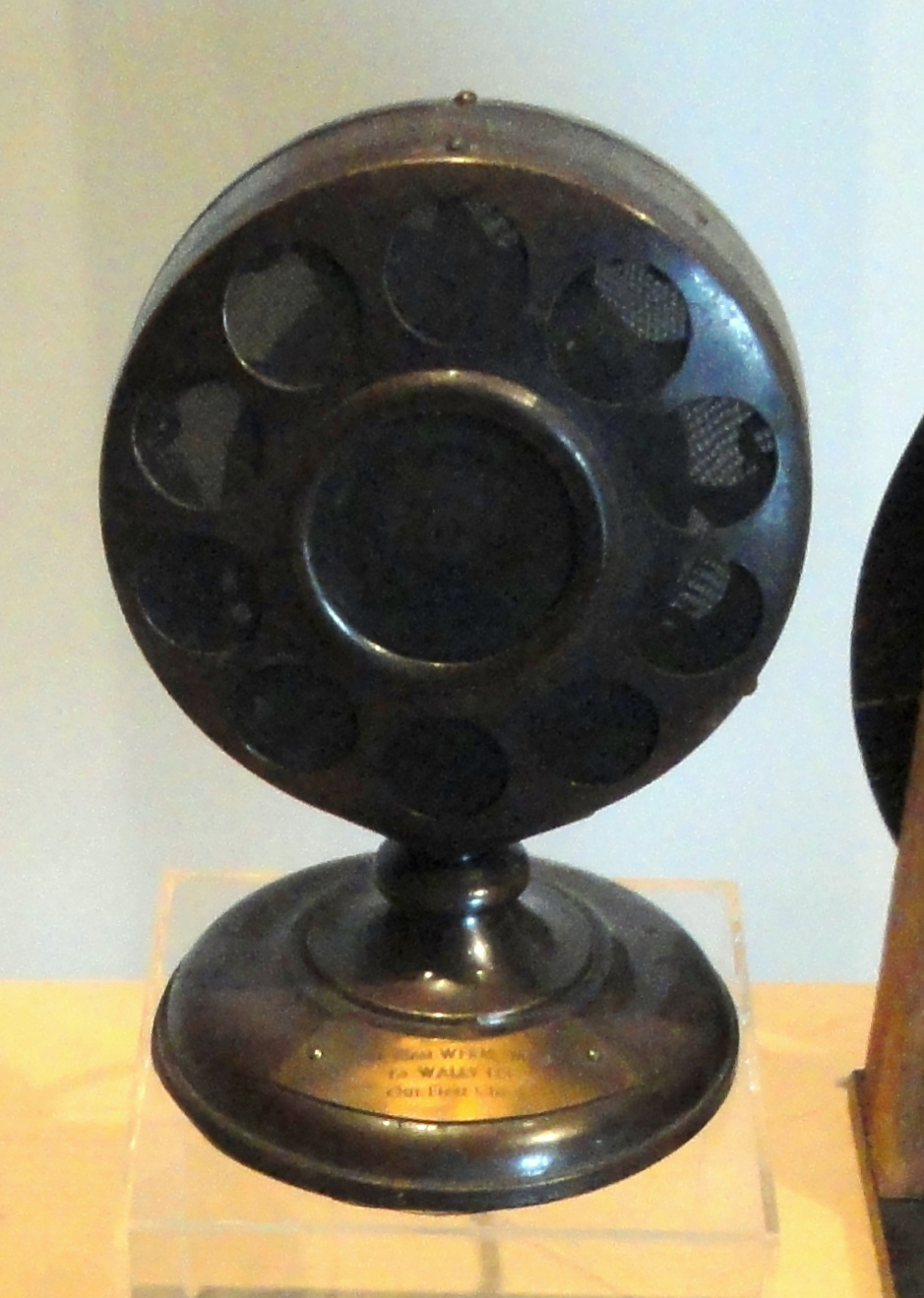
웨스턴 일렉트릭 더블 버튼 탄소 마이크로폰

탄소 마이크로폰은 가장 초기의 마이크로폰 유형이었다. 탄소 버튼 마이크로폰(베를리너 또는 에디슨 마이크로폰이라고도 함)은 두 금속 판 사이에 탄소 알갱이가 채워진 캡슐 또는 버튼을 사용한다. 금속 판 사이에 전압이 인가되어 탄소를 통해 작은 전류가 흐르게 한다. 판 중 하나인 다이어프램은 입사 음파와 공명하여 진동하며, 탄소에 변화하는 압력을 가한다. 변화하는 압력은 알갱이를 변형시켜 각 인접한 알갱이 쌍 사이의 접촉 면적을 변화시키고, 이는 알갱이 덩어리의 전기 저항을 변화시킨다. 저항의 변화는 마이크로폰을 통해 흐르는 전류의 상응하는 변화를 야기하여 전기 신호를 생성한다. 탄소 마이크로폰은 한때 전화기에서 흔히 사용되었다. 음질이 매우 낮고 주파수 응답 범위가 매우 제한적이지만 매우 견고한 장치이다. 상대적으로 큰 탄소 볼을 사용한 부데 마이크로폰은 알갱이 탄소 버튼 마이크로폰과 유사했다.
다른 마이크로폰 유형과 달리 탄소 마이크로폰은 적은 양의 음향 에너지를 사용하여 더 많은 양의 전기 에너지를 제어하는 일종의 앰프로도 사용될 수 있다. 탄소 마이크로폰은 진공관 시대 이전에 장거리 전화 통화를 가능하게 하는 초기 전화 중계기로 사용되었다. 브라운의 릴레이라고 불리는 이 중계기들은 자기 전화 수신기를 탄소 마이크로폰에 기계적으로 연결하여 작동했다. 수신기에서 약한 신호는 마이크로폰으로 전달되어 더 강한 전류를 변조하여 더 강한 전기 신호를 선을 통해 보냈다.

### 압전기

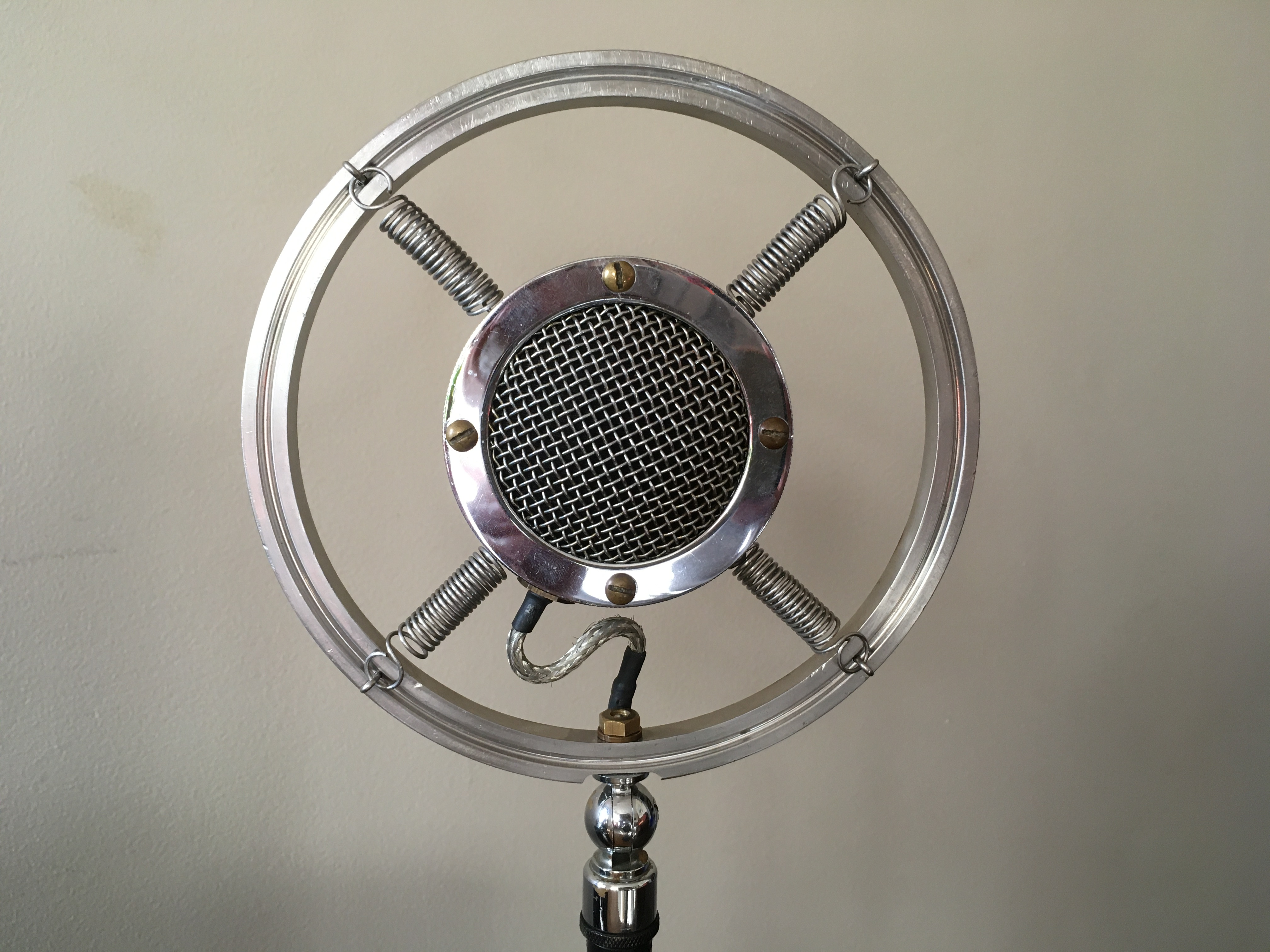
빈티지 아스타틱 크리스탈 마이크로폰

크리스탈 마이크로폰 또는 압전 마이크로폰은 압전기 현상, 즉 일부 물질이 압력을 받으면 전압을 생성하는 능력을 사용하여 진동을 전기 신호로 변환한다. 크리스탈 마이크로폰은 한때 가정용 테이프 레코더와 같은 진공관 (밸브) 장비와 함께 흔히 공급되었다. 높은 출력 임피던스는 진공관 입력 스테이지의 높은 입력 임피던스(일반적으로 약 10 MΩ)와 잘 일치했다. 초기 트랜지스터 장비와는 일치시키기 어려웠고, 다이내믹 마이크로폰과 나중에 소형 일렉트릿 콘덴서 장치로 대체되었다. 크리스탈 마이크로폰의 높은 임피던스는 마이크로폰 자체와 연결 케이블 모두에서 핸들링 노이즈에 매우 취약하게 만들었다.
압전 트랜스듀서는 통기타에서 새들 장착 픽업은 일반적으로 새들 위를 지나는 현에 접촉하는 압전 장치이다. 이 유형의 마이크로폰은 일반적으로 일렉 기타에서 볼 수 있는 자기 코일 픽업과는 다르다. 자기 코일 픽업은 기계적 결합이 아닌 자기 유도를 사용하여 진동을 감지한다.

### 광섬유

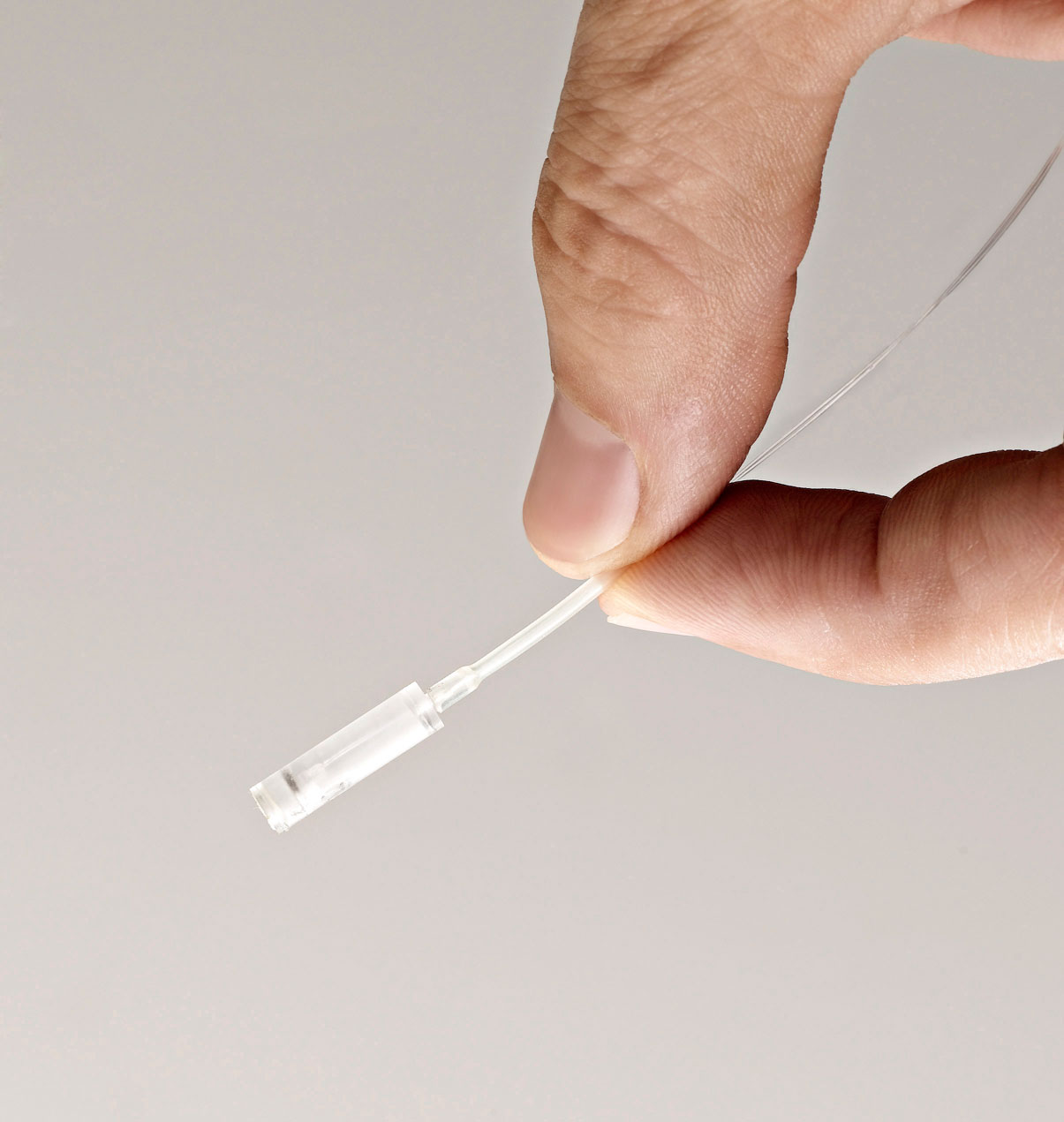
옵토어쿠스틱스 1140 광섬유 마이크로폰

광섬유 마이크로폰은 기존 마이크로폰처럼 정전 용량이나 자기장의 변화를 감지하는 대신 빛의 강도 변화를 감지하여 음향 파동을 전기 신호로 변환한다.
작동 중에 레이저 소스에서 나온 빛은 광섬유를 통해 이동하여 반사 다이어프램의 표면을 비춘다. 다이어프램의 음향 진동은 특정 방향으로 다이어프램에서 반사되는 빛의 강도를 변조한다. 변조된 빛은 두 번째 광섬유를 통해 광검출기로 전송되며, 광검출기는 강도 변조된 빛을 전송 또는 녹음을 위한 아날로그 또는 디지털 오디오로 변환한다. 광섬유 마이크로폰은 최고급 고음질 기존 마이크로폰과 유사하게 높은 다이내믹 레인지와 주파수 레인지를 가진다.
광섬유 마이크로폰은 전기적, 자기적, 정전기적 또는 방사능 필드에 반응하거나 영향을 미치지 않는다(이를 EMI/RFI 면역이라고 함). 따라서 광섬유 마이크로폰 설계는 산업용 터빈 내부 또는 MRI 장비 환경과 같이 기존 마이크로폰이 비효율적이거나 위험한 지역에서 사용하기에 이상적이다.
광섬유 마이크로폰은 견고하고 열 및 습기 변화와 같은 환경 변화에 강하며, 어떤 지향성이나 임피던스 매칭에도 생산될 수 있다. 마이크로폰의 광원과 광검출기 사이의 거리는 프리 앰프나 다른 전기 장치 없이도 수 킬로미터까지 가능하여, 광섬유 마이크로폰은 산업 및 감시 음향 모니터링에 적합하다.
광섬유 마이크로폰은 초저주파 모니터링 및 노이즈 캔슬링과 같은 매우 특정한 응용 분야에서 사용된다. 특히 MRI 스위트 및 원격 제어실 내부와 같이 강력하고 시끄러운 자기장 내에서 방사선 전문의, 직원 및 환자가 정상적으로 대화할 수 있도록 하는 등 의료 응용 분야에서 특히 유용하다. 다른 용도로는 산업 장비 모니터링 및 오디오 교정 및 측정, 고음질 녹음 및 법 집행 등이 있다.

### 레이저
레이저 빔이 소리에 의해 영향을 받는 창문이나 다른 평면 표면을 향한다. 이 표면의 진동은 빔이 반사되는 각도를 변화시키고, 반사된 빔에서 레이저 점의 움직임이 감지되어 오디오 신호로 변환된다. 더 견고하고 비싼 구현에서는 반사된 빛이 분할되어 간섭계로 공급되어 반사된 빔의 광경로 길이 변화에 의해 표면의 움직임을 감지한다. 전자의 구현은 탁상 실험이며, 후자는 극도로 안정적인 레이저와 정밀 광학을 필요로 한다. 이러한 유형의 레이저 마이크로폰은 마이크로폰 장비로부터 멀리 떨어진 곳에서도 소리를 감지할 수 있기 때문에 영화에서 스파이 장치로 묘사되어 왔다.
실험적인 레이저 마이크로폰은 레이저 빔과 연기 또는 증기를 사용하여 자유 공기 중의 소리 진동을 감지하는 장치이다. 2009년 8월 25일, 레이저 빔 경로에 이동하는 연기 또는 증기 흐름이 있는 레이저-광전지 쌍을 기반으로 하는 미세 입자 흐름 감지 마이크로폰에 대한 미국 특허 7,580,533이 발행되었다. 음압파는 연기 내에서 교란을 일으켜 광검출기에 도달하는 레이저 빛의 양에 변화를 일으킨다. 이 장치의 프로토타입은 2009년 10월 9일부터 12일까지 뉴욕에서 열린 제127회 오디오 엔지니어링 소사이어티 컨벤션에서 시연되었다.

### 액체
초기 마이크로폰은 알렉산더 그레이엄 벨이 가변 저항 마이크로폰/송신기를 포함한 개선을 이루기 전까지는 이해할 수 있는 음성을 생성하지 못했다. 벨의 액체 송신기는 소량의 황산이 첨가된 물로 채워진 금속 컵으로 구성되었다. 음파는 다이어프램을 움직이게 하여 바늘이 물 속에서 위아래로 움직이도록 강제했다. 그런 다음 전선과 컵 사이의 전기 저항은 잠긴 바늘 주위의 물 메니스커스 크기에 반비례했다. 일라이셔 그레이는 바늘 대신 황동 막대를 사용하는 버전에 대한 특허 유보를 제출했다. 마조라나, 챔버스, 반니, 사이키, 일라이셔 그레이에 의해 액체 마이크로폰에 대한 다른 작은 변형과 개선이 이루어졌으며, 한 버전은 레지널드 페센든에 의해 1903년에 특허를 받았다. 이들은 최초의 작동하는 마이크로폰이었지만 상업적으로는 실용적이지 않았다. 벨과 왓슨 간의 유명한 첫 전화 통화는 액체 마이크로폰을 사용하여 이루어졌다.

### MEMS

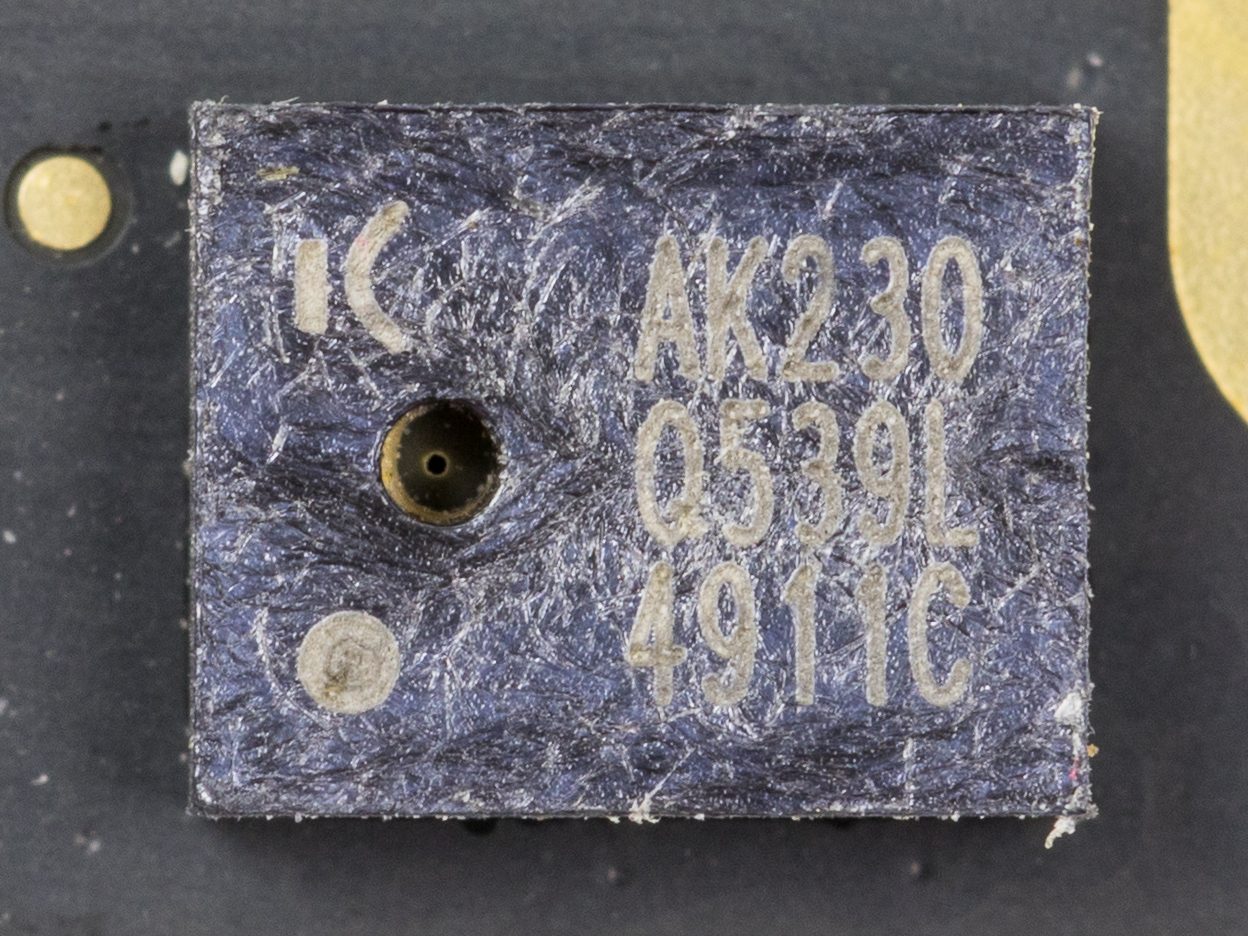
MEMS 마이크로폰 아쿠스티카 AKU230

MEMS (마이크로 전자기계 시스템) 마이크로폰은 마이크로폰 칩 또는 실리콘 마이크로폰이라고도 불린다. 압력 감지 다이어프램은 MEMS 처리 기술을 통해 실리콘 웨이퍼에 직접 에칭되며, 일반적으로 통합 프리 앰프와 함께 제공된다. 대부분의 MEMS 마이크로폰은 콘덴서 마이크로폰 설계의 변형이다. 디지털 MEMS 마이크로폰은 동일한 CMOS 칩에 ADC 회로가 내장되어 있어 칩을 디지털 마이크로폰으로 만들고 따라서 현대 디지털 제품과 더 쉽게 통합된다. MEMS 실리콘 마이크로폰을 생산하는 주요 제조업체는 울프슨 마이크로일렉트로닉스(WM7xxx), 현재 시러스 로직, 인벤센스(아날로그 디바이스에서 제품군 판매), 아쿠스티카(AKU200x), 인피니언(SMM310 제품), 놀스 일렉트로닉스, 멤스텍(MSMx), NXP 반도체(놀스에서 사업부 인수), 소니온 MEMS, 베스퍼, AAC 어쿠스틱 테크놀로지, 및 옴론이다.
최근 2010년대 이후에는 기존 콘덴서 방식의 MEMS 설계와는 다른 중요한 구조적 및 재료적 변화를 가진 압전 MEMS 마이크로폰을 만드는 것에 대한 관심과 연구가 증가하고 있다.

### 플라즈마
플라즈마 마이크로폰에서는 이온화된 기체의 플라즈마 아크가 사용된다. 음파는 플라즈마 주위의 압력에 변화를 일으키고, 이는 온도 변화를 야기하여 플라즈마의 전도도를 변화시킨다. 이러한 전도도 변화는 플라즈마에 공급되는 전기 공급에 중첩된 변화로 감지될 수 있다. 이것은 실험적인 형태의 마이크로폰이다.

### 마이크로폰으로 스피커 사용
스피커는 전기 신호를 음파로 변환하는 트랜스듀서이며, 마이크로폰과는 기능적으로 반대이다. 일반적인 스피커는 다이내믹 마이크로폰과 유사한 구조(다이어프램, 코일, 자석)를 가지고 있기 때문에, 스피커는 실제로 마이크로폰처럼 "역방향"으로 작동할 수 있다. 상호성이 적용되므로, 결과적으로 생성되는 마이크로폰은 단일 드라이버 스피커와 동일한 한계점을 가진다. 즉, 제한된 저음 및 고음 주파수 응답, 제대로 제어되지 않는 지향성, 그리고 낮은 감도를 보인다. 실제 사용에서 스피커는 인터폰, 워키토키 또는 비디오 게임 음성 채팅 주변 장치와 같이 높은 대역폭과 감도가 필요하지 않은 애플리케이션에서 또는 기존 마이크로폰이 부족할 때 마이크로폰으로 사용되기도 한다.
그러나 이러한 단점을 활용하는 적어도 하나의 실용적인 응용 분야가 있다. 그것은 드럼 세트에서 "킥 드럼" (큰북) 바로 앞에 중간 크기의 우퍼를 배치하여 마이크로폰으로 사용하는 것이다. 상업용 제품의 예로는 야마하 서브킥(Yamaha Subkick)이 있는데, 킥 드럼 앞에 사용되는 10인치 드럼 쉘에 충격 흡수 장치가 장착된 6.5인치 우퍼이다. 상대적으로 질량이 큰 멤브레인은 강한 저주파 과도음을 견딜 수 있으면서도 고주파를 변환할 수 없기 때문에, 스피커는 종종 근처의 심벌즈와 스네어 드럼에서 발생하는 소리를 줄이면서 킥 드럼 소리를 포착하는 데 이상적이다.

## 캡슐 디자인 및 지향성
마이크로폰의 내부 요소는 지향성 차이의 주요 원인이다. 압력 마이크로폰은 고정된 내부 공기량과 환경 사이에 다이어프램을 사용하며 모든 방향에서 오는 압력에 균일하게 반응하므로 무지향성이라고 한다. 압력 기울기 마이크로폰은 양쪽이 적어도 부분적으로 열려 있는 다이어프램을 사용한다. 양쪽 사이의 압력 차이가 지향성 특성을 생성한다. 마이크로폰의 외부 모양 및 간섭 튜브와 같은 외부 장치도 마이크로폰의 지향성 응답을 변경할 수 있다. 순수 압력 기울기 마이크로폰은 전면 또는 후면에서 오는 소리에 동일하게 민감하지만, 측면에서 오는 소리에는 둔감하다. 이는 소리가 전면과 후면에 동시에 도달하면 두 지점 사이에 기울기가 생성되지 않기 때문이다. 순수 압력 기울기 마이크로폰의 특징적인 지향성 패턴은 그림 8과 같다. 다른 극성 패턴은 이러한 두 가지 효과를 다른 방식으로 결합하는 캡슐을 생성함으로써 파생된다. 예를 들어, 심장형은 부분적으로 닫힌 후면을 특징으로 하므로, 응답은 압력 및 압력 기울기 특성의 조합이다.

## 극성 패턴

마이크로폰 극성 감도. 각 다이어그램에서 마이크로폰은 페이지에 평행하게 위쪽을 향하고 있다.
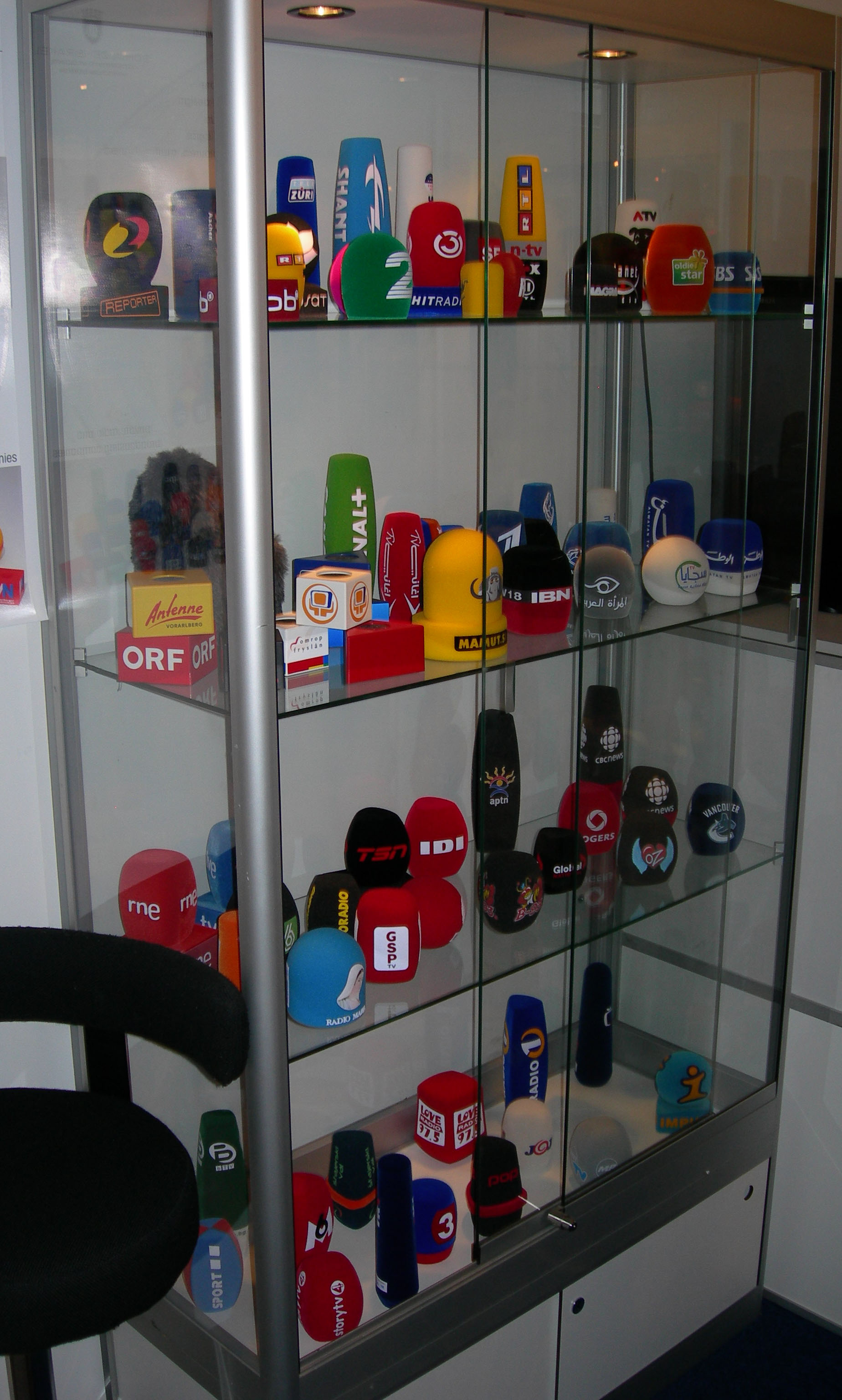
다양한 마이크로폰 커버
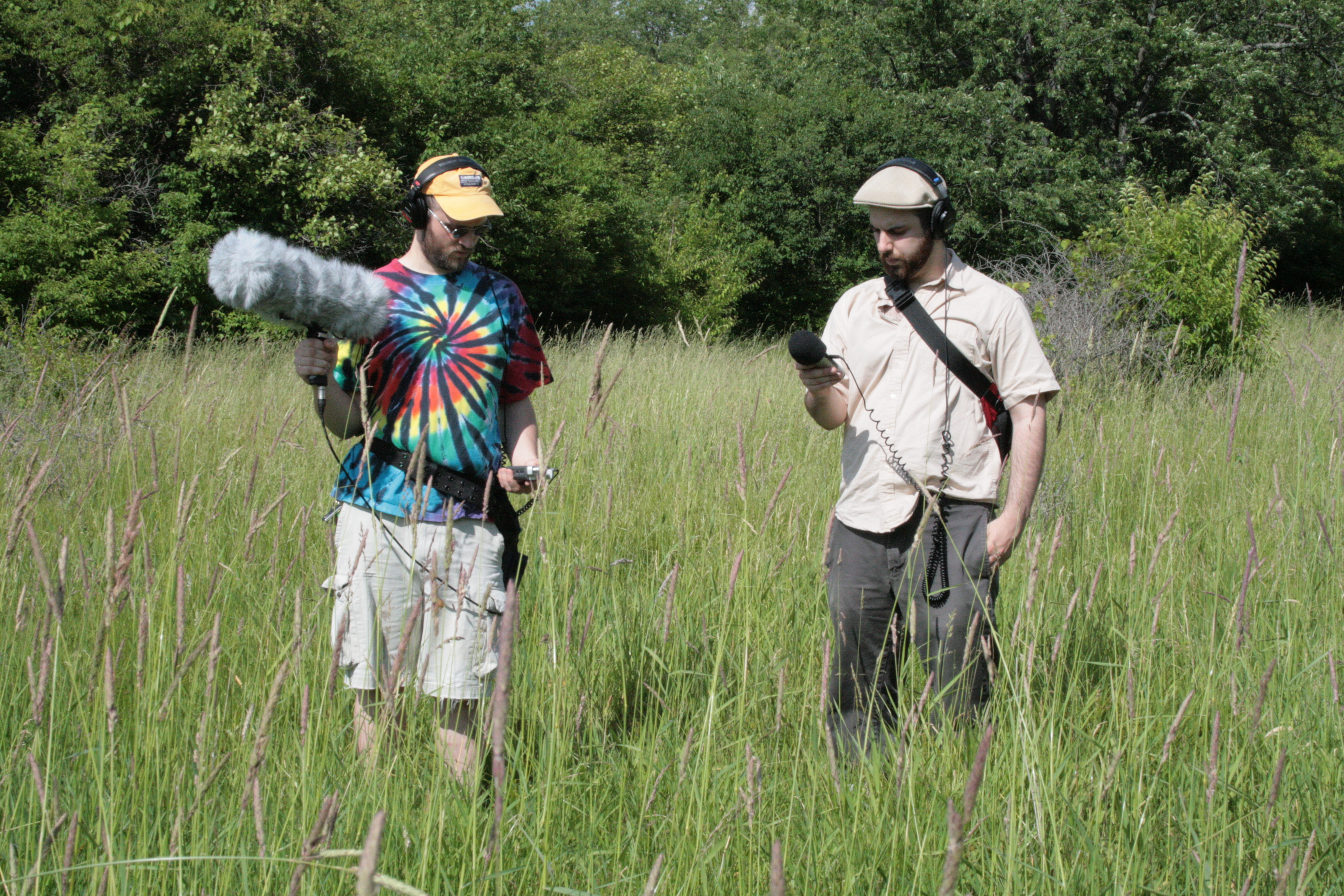
두 개의 녹음이 진행 중이다. 왼쪽에는 블림프가 사용되고 있다. 오른쪽에는 오픈셀 폼 윈드스크린이 사용되고 있다.
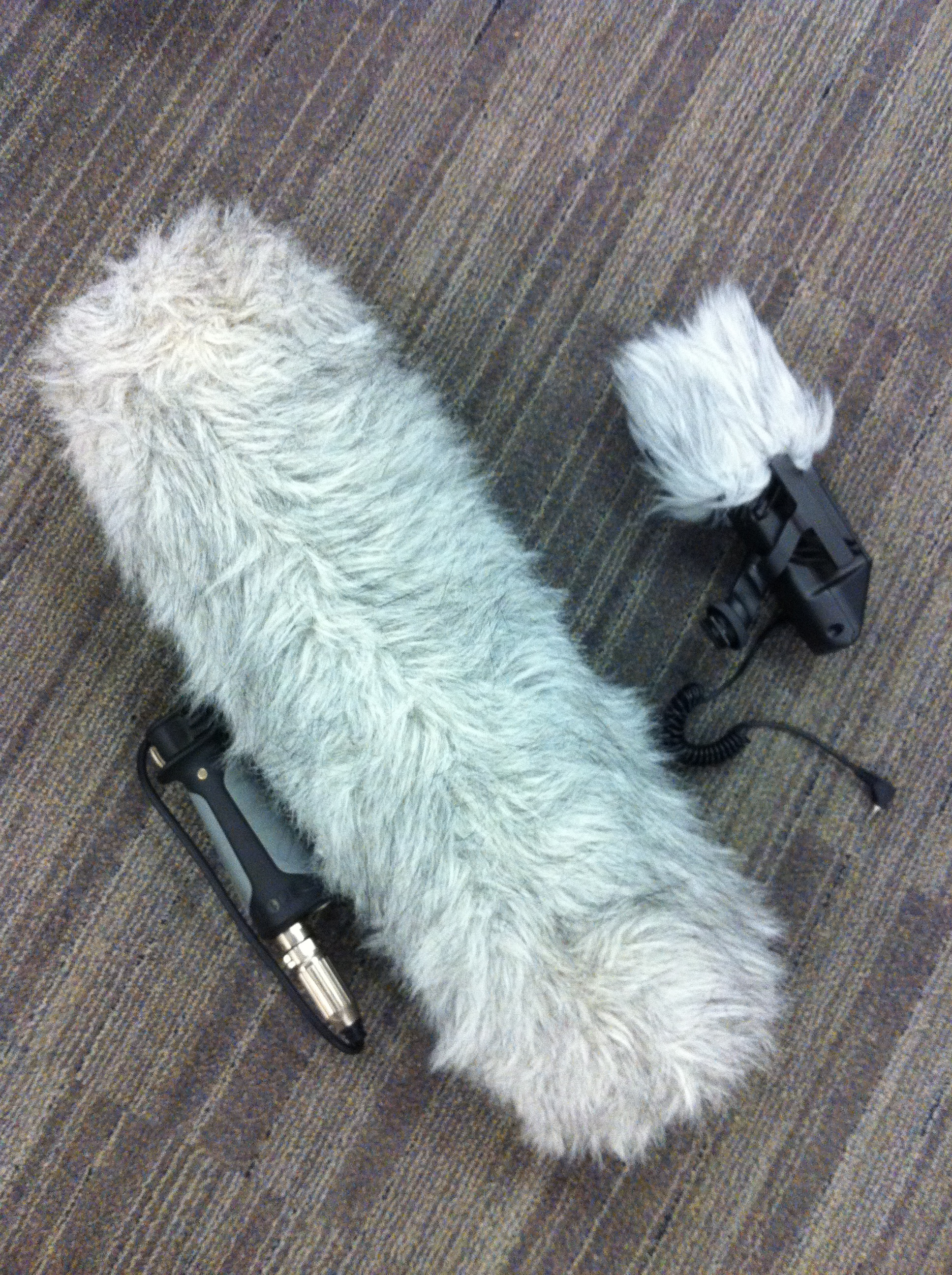
"데드 캣"과 "데드 키튼" 윈드스크린. 데드 키튼은 DSLR 카메라용 스테레오 마이크로폰을 덮는다. 이름의 차이는 인클로저의 크기 때문이다.

- 무지향성
- 서브심장형
- 심장형
- 슈퍼심장형
- 하이퍼심장형
- 양지향성 또는 그림-8
- 로바형

마이크로폰의 지향성 또는 극성 패턴은 중심 축을 기준으로 다른 각도에서 들어오는 소리에 얼마나 민감한지를 나타낸다. 위에서 설명하는 극성 패턴은 주어진 음압 레벨 (SPL)이 그 지점에서 생성될 때 마이크로폰에서 동일한 신호 레벨 출력을 생성하는 극좌표의 점들의 자취를 나타낸다. 마이크로폰의 물리적 본체가 다이어그램에 상대적으로 어떻게 방향을 잡는지는 마이크로폰 설계에 따라 달라진다. 옥타바(위에 그림)와 같은 대구경 마이크로폰의 경우, 극성 다이어그램에서 위쪽 방향은 일반적으로 마이크로폰 본체에 수직이며, 일반적으로 "측면 발사" 또는 "측면 주소"로 알려져 있다. 슈어(역시 위에 그림)와 같은 소구경 마이크로폰의 경우, 일반적으로 마이크로폰 축에서 연장되며 "엔드 발사" 또는 "상단/엔드 주소"로 알려져 있다.
일부 마이크로폰 설계는 원하는 극성 패턴을 만들기 위해 여러 원리를 결합한다. 이는 하우징 자체에 의한 차폐(회절/소산/흡수를 의미함)에서부터 이중 멤브레인을 전자적으로 결합하는 것까지 다양하다.

### 무지향성
무지향성 (또는 비지향성) 마이크로폰의 반응은 일반적으로 3차원에서 완벽한 구형으로 간주된다. 실제로는 그렇지 않다. 지향성 마이크로폰과 마찬가지로 "무지향성" 마이크로폰의 극성 패턴은 주파수의 함수이다. 마이크로폰의 몸체는 무한히 작지 않으므로, 후방에서 들어오는 소리에 대해 스스로 방해가 되는 경향이 있어 극성 반응이 약간 평평해진다. 이 평평함은 마이크로폰의 직경(원통형이라고 가정할 경우)이 해당 주파수의 파장에 도달함에 따라 증가한다. 따라서 가장 작은 직경의 마이크로폰은 고주파수에서도 최고의 무지향성 특성을 제공한다.
10kHz에서의 소리 파장은 1.4인치(3.5cm)이다. 가장 작은 측정 마이크로폰은 종종 직경 1/4인치(6mm)로, 이는 최고 주파수까지도 실질적으로 지향성을 제거한다. 무지향성 마이크로폰은 심장형과 달리 지연을 위한 공진 공동을 사용하지 않으므로, 낮은 착색 측면에서 "가장 순수한" 마이크로폰으로 간주될 수 있다. 이들은 원래 소리에 거의 아무것도 추가하지 않는다. 압력 감지형이므로 20Hz 이하의 매우 평탄한 저주파수 응답을 가질 수도 있다. 압력 감지형 마이크로폰은 또한 지향성(속도 감지형) 마이크로폰보다 바람 소리와 파열음에 훨씬 덜 반응한다.
응용 분야: 스튜디오, 오래된 교회, 극장, 현장 TV 인터뷰 등
비지향성 마이크로폰의 예로는 둥근 검은색 8번 공이 있다.

### 단일 지향성
단일 지향성 마이크로폰은 주로 한 방향에서 오는 소리에만 민감하다. 위 다이어그램 (로바형)은 이러한 패턴 중 여러 가지를 보여준다. 각 다이어그램에서 마이크로폰은 위를 향하고 있다. 특정 주파수에 대한 음향 강도는 0도에서 360도까지 방사형으로 각도에 따라 플롯된다. (전문적인 다이어그램은 이러한 스케일을 보여주며 다양한 주파수에서 여러 플롯을 포함한다. 여기에 제공된 다이어그램은 일반적인 패턴 모양과 이름에 대한 개요만 제공한다.)

### 심장형, 하이퍼심장형, 슈퍼심장형, 서브심장형
가장 일반적인 단일 지향성 마이크로폰은 민감도 패턴이 "하트 모양"(즉, 심장형)이기 때문에 그렇게 명명된 심장형 마이크로폰이다. 심장형 마이크로폰 제품군은 다른 방향에서 오는 소리를 잘 제거하므로 보컬 또는 음성 마이크로폰으로 흔히 사용된다. 3차원적으로 심장형은 마이크로폰을 중심으로 사과 모양을 띠는데, 마이크로폰은 사과의 "줄기"이다. 심장형 반응은 측면과 후면에서 오는 소리 수음을 줄여 모니터의 피드백을 방지하는 데 도움이 된다. 이러한 지향성 트랜스듀서 마이크로폰은 압력 기울기를 감지하여 패턴을 구현하므로 음원에 매우 가깝게 놓으면(수 센티미터 거리) 기울기 증가로 인해 저음 부스트가 발생한다. 이를 근접 효과라고 한다. SM58은 50년 이상 라이브 보컬에 가장 일반적으로 사용되는 마이크로폰으로 심장형 마이크의 중요성과 인기를 입증한다.
심장형은 사실상 무지향성(압력) 마이크로폰과 그림-8(압력 기울기) 마이크로폰의 중첩 효과이다. 후면에서 오는 음파의 경우, 그림-8에서 오는 음의 신호는 무지향성 요소에서 오는 양의 신호를 상쇄하는 반면, 전면에서 오는 음파의 경우 두 신호가 서로 더해진다. 그러나 저주파에서는 심장형 마이크로폰이 무지향성 마이크로폰처럼 작동한다.
두 구성 요소를 다른 비율로 결합하면 옴니에서 그림-8 사이의 모든 패턴을 얻을 수 있으며, 이는 1차 심장형 계열을 구성한다. 일반적인 모양은 다음과 같다.
- 하이퍼심장형 마이크로폰은 심장형과 유사하지만, 그림-8 기여도가 약간 더 커서 전방 감도 영역이 더 좁고 후방 감도 로브가 더 작다. 이는 두 구성 요소를 3:1 비율로 결합하여 109.5°에서 널(null)을 생성함으로써 만들어진다. 이 비율은 지향성 계수 (또는 지향성 지수)를 최대화한다.[49][50]
- 슈퍼심장형 마이크로폰은 하이퍼심장형과 유사하지만, 전방 수음이 더 많고 후방 수음이 더 적다. 이는 약 5:3 비율로 126.9°에서 널(null)을 생성하여 만들어진다. 이 비율은 전후방 비율, 즉 전방 및 후방 방사 간의 에너지 비율을 최대화한다.[49][50]
- 서브심장형 마이크로폰은 널 포인트가 없다. 전방 및 후방 수음 사이의 3~10dB 레벨로 약 7:3 비율로 생산된다.[51][52]

세 개의 심장형 마이크로폰/하이드로폰을 동일한 위치에 직교 방향으로 배치하여 이득을 향상시키고 조향 가능한 빔 패턴을 생성할 수 있다.

### 양지향성
"그림-8" 또는 양지향성 마이크로폰은 요소의 앞면과 뒷면에서 동일하게 소리를 수신한다. 대부분의 리본 마이크로폰이 이러한 패턴이다. 원칙적으로 이들은 음압에는 전혀 반응하지 않고, 앞면과 뒷면 사이의 압력 변화에만 반응한다. 측면에서 오는 소리는 앞면과 뒷면에 동일하게 도달하므로 압력 차이가 없어 그 방향의 소리에 대한 민감도가 없다. 수학적으로 더 정확히 말하면, 무지향성 마이크로폰은 어떤 방향에서 오는 압력에도 반응하는 스칼라 트랜스듀서인 반면, 양지향성 마이크로폰은 다이어프램 평면에 수직인 축을 따라 기울기에 반응하는 벡터 트랜스듀서이다. 이 또한 뒷면에서 오는 소리에 대해 출력 극성을 반전시키는 효과가 있다.

### 샷건
샷건 마이크로폰은 단순한 1차 단일 지향성 유형 중 가장 높은 지향성을 가진다. 저주파에서는 하이퍼카디오이드의 전형적인 극성 응답을 보이며, 중고주파에서는 간섭 튜브가 전방 응답을 증가시킨다. 이는 종방향 슬롯 배열로 들어오는 축외 파동의 상쇄 과정을 통해 달성된다. 이 기술의 결과로 레벨과 각도가 주파수에 따라 변하는 후방 로브가 존재하며, 이는 일부 착색 효과를 유발할 수 있다.

### 경계
하나 이상의 표면(경계)에서 과도한 반사로 인해 음향 공간이 이상적이지 않은 경우에 마이크로폰을 효과적으로 사용하는 여러 접근 방식이 개발되었다. 마이크로폰이 이러한 경계 중 하나 또는 그 매우 가까이에 배치되면, 해당 표면에서 반사되는 소리는 직접 음과 동일한 타이밍을 가지므로 마이크로폰에 반구형 극성 패턴과 향상된 명료도를 제공한다. 초기에는 음향적으로 투명한 폼 블록에 일반 마이크로폰을 표면에 인접하게 배치하는 방식으로 이루어졌다. 음향 엔지니어 에드 롱(Ed Long)과 론 위커샴(Ron Wickersham)은 다이어프램을 경계에 평행하고 마주보게 배치하는 개념을 개발했다. 특허는 만료되었지만, Pressure Zone Microphone과 PZM은 여전히 크라운 인터내셔널의 활성 상표이다.
경계 마이크로폰은 처음에는 무지향성 요소를 사용하여 구현되었지만, 지향성 마이크로폰을 표면에 충분히 가깝게 장착하여 이 기술의 이점 중 일부를 얻으면서 요소의 지향성 특성을 유지하는 것도 가능하다. 크라운의 이 접근 방식에 대한 상표는 Phase Coherent Cardioid 또는 PCC이지만, 이 기술을 사용하는 다른 제조업체도 있다.

## 응용 분야별 설계
라발리에 마이크로폰은 핸즈프리 작동을 위해 만들어졌다. 이 작은 마이크로폰은 몸에 착용한다. 원래는 목에 걸치는 끈으로 고정했지만, 더 자주 클립, 핀, 테이프 또는 자석으로 옷에 고정한다. 라발리에 코드는 옷 안에 숨겨져 주머니에 있는 RF 송신기로 연결되거나 벨트에 클립으로 고정되거나(모바일 사용 시), 믹서로 직접 연결된다(고정 응용 시).
무선 마이크로폰은 오디오를 케이블을 통하지 않고 라디오 또는 광 신호로 전송한다. 대부분의 전문 무선 마이크로폰은 작은 무선 송신기를 사용하여 근처의 수신기로 신호를 보내며, 이 수신기는 음향 시스템에 연결된다.
접촉 마이크로폰은 공기를 통해 전달되는 음향 진동과 달리 고체 표면이나 물체에서 직접 진동을 수음한다. 이 마이크로폰은 작은 물체나 곤충과 같은 매우 낮은 수준의 소리를 감지하는 데 사용될 수 있다. 이 마이크로폰은 일반적으로 자기(무빙 코일) 변환기, 접촉판, 접촉 핀으로 구성된다. 접촉판은 악기나 다른 표면의 진동하는 부분에 직접 놓이고, 접촉 핀은 진동을 코일로 전달한다. 접촉 마이크로폰은 달팽이의 심장 박동 소리나 개미의 발자국 소리를 포착하는 데 사용되었다. 이 마이크로폰의 휴대용 버전이 최근에 개발되었다.
후두 접촉식 마이크는 사람의 목에 묶어 목에서 직접 음성을 수음하는 접촉 마이크로폰의 변형이다. 이로 인해 주변 소음으로 인해 화자가 들리지 않을 수 있는 환경에서도 장치를 사용할 수 있다.
파라볼라 마이크로폰은 파라볼라 안테나 (예: 위성 접시)가 전파에 대해 하는 것과 거의 동일한 방식으로 포물선 반사경을 사용하여 음파를 수집하고 마이크로폰 수신기로 집중시킨다. 비정상적으로 전방 감도가 집중되어 있고 수 미터 떨어진 곳에서도 소리를 포착할 수 있는 이 마이크로폰의 일반적인 용도는 자연 녹음, 야외 스포츠 행사, 감청, 법 집행, 심지어 간첩 행위이다. 파라볼라 마이크로폰은 설계의 부작용으로 저주파 응답이 좋지 않은 경향이 있기 때문에 일반적으로 표준 녹음 응용 분야에는 사용되지 않는다.
스테레오 마이크로폰은 하나의 장치에 두 개의 마이크로폰을 통합하여 스테레오 신호를 생성한다. 스테레오 마이크로폰은 방송 응용 프로그램이나 필드 리코딩에서 두 개의 별도 콘덴서 마이크로폰을 스테레오 녹음을 위해 고전적인 X-Y 구성(마이크로폰 연습 참조)으로 구성하기가 비실용적일 때 자주 사용된다. 일부 이러한 마이크로폰은 두 채널 간의 조정 가능한 커버리지 각도를 가진다.
소음 제거 마이크로폰은 시끄러운 환경을 위해 고안된 고지향성 디자인이다. 한 가지 용도는 항공기 조종석에서 헤드셋에 붐 마이크로폰으로 설치되는 경우이다. 또 다른 용도는 라이브 공연에 참여하는 보컬리스트를 위한 시끄러운 라이브 이벤트 지원 무대이다. 많은 소음 제거 마이크로폰은 전기 극성이 반대이거나 전자적으로 처리되는 두 개의 다이어프램에서 수신된 신호를 결합한다. 이중 다이어프램 설계에서는 주 다이어프램이 의도된 음원에 가장 가깝게 장착되고 두 번째 다이어프램은 음원에서 더 멀리 떨어져 있어 환경 소리를 포착하여 주 다이어프램의 신호에서 뺄 수 있다. 두 신호가 결합되면 의도된 음원 외의 소리가 크게 감소하여 명료도가 실질적으로 향상된다. 다른 소음 제거 설계는 마이크로폰의 측면 및 후면에 열린 포트에 의해 영향을 받는 단일 다이어프램을 사용하며, 그 합은 더 멀리 떨어진 소리의 16dB 제거이다. 크라운의 단일 다이어프램을 사용하는 한 가지 소음 제거 헤드셋 디자인은 가스 브룩스, 브리트니 스피어스, 자넷 잭슨과 같은 보컬리스트들이 두드러지게 사용했다.

## 스테레오 마이크로폰 기술
라이브 공연의 음향 강화 또는 스튜디오나 영화 촬영장에서의 녹음을 위해 마이크로폰과 함께 다양한 표준 기술이 사용된다. 하나 이상의 마이크로폰을 적절하게 배열함으로써 수집할 소리의 바람직한 특징을 유지하면서 원치 않는 소리를 제거할 수 있다.

## 전원 공급
대부분의 콘덴서 마이크로폰과 같이 액티브 회로를 포함하는 마이크로폰은 액티브 구성 요소를 작동하기 위한 전원이 필요하다. 이들 중 초기 마이크로폰은 별도의 전원 공급 장치와 함께 진공관 회로를 사용했으며, 다중 핀 케이블과 커넥터를 사용했다. 솔리드 스테이트 앰프의 출현으로 전력 요구 사항이 크게 줄어들고 오디오 및 전력에 동일한 케이블 도체와 커넥터를 사용하는 것이 실용적이 되었다. 1960년대에는 주로 유럽에서 여러 전원 공급 방식이 개발되었다. 두 가지 주요 방식은 처음에 독일 DIN 45595에서 Tonaderspeisung 또는 T-전원, DIN 45596에서 팬텀 전원으로 정의되었다. 1980년대 이후 팬텀 전원은 전원이 공급되는 마이크로폰과 전원이 공급되지 않는 마이크로폰 모두에 동일한 입력이 사용될 수 있기 때문에 훨씬 더 일반화되었다. DSLR 및 캠코더와 같은 소비자 전자 제품에서는 3.5mm 폰 플러그 커넥터를 사용하는 마이크로폰의 경우 "플러그인 전원"이 더 일반적이다. 팬텀, T-전원 및 플러그인 전원은 국제 표준 IEC 61938에 설명되어 있다.

## 커넥터 및 연결
마이크로폰에 가장 흔히 사용되는 커넥터는 다음과 같다.
- 전문가용 마이크로폰의 수 XLR 단자
- 저가형 음악가용 마이크로폰의 1/4인치(때로는 6.35mm라고도 함) 폰 커넥터는 불균형 1/4인치 TS(팁 및 슬리브) 폰 커넥터를 사용한다. 하모니카 마이크로폰은 기타 앰프를 통해 실행하기 위해 일반적으로 높은 임피던스 1/4인치 TS 연결을 사용한다.
- 프로슈머 카메라, 레코더 및 컴퓨터 마이크로폰의 3.5mm(때로는 1/8인치 미니라고도 함) TRS(팁, 링 및 슬리브) 스테레오(TS 모노로도 사용 가능) 미니 폰 플러그.
- USB는 PC에 직접 연결할 수 있다. 이 마이크로폰의 USB 연결을 통해 전원을 공급받는 전자 장치는 디지털 오디오 데이터가 USB 인터페이스를 통해 전송되기 전에 프리앰플리파이어 및 ADC를 수행한다.

일부 마이크로폰은 휴대용 장비 연결을 위해 5핀 XLR 또는 미니 XLR과 같은 다른 커넥터를 사용한다. 일부 라발리에(또는 "옷깃", 뉴스 기자 정장 옷깃에 마이크로폰을 부착하던 시절부터 유래) 마이크로폰은 무선 송신기에 연결하기 위해 무선 팩과 같은 독점 커넥터를 사용한다. 2005년부터 컴퓨터 기반 소프트웨어에 직접 녹음하기 위해 설계된 USB 연결을 갖춘 전문가급 마이크로폰이 등장하기 시작했다.

### 임피던스 브리징
특정 마이크로폰용 프리 앰프를 선택할 때 마이크로폰의 임피던스를 알아야 한다. 임피던스는 옴 (Ω)으로 측정되는 주파수 의존적인 전기적 특성으로, 전압과 전류를 연관시킨다. 전력 전달에 관심이 없을 때 신호는 일반적으로 변화하는 전압으로 전달되며, 이는 마이크로폰의 경우에도 마찬가지이다. 가장 높은 신호 진폭을 얻으려면 임피던스 브리징이라는 방법을 사용한다. 이 구성에서 마이크로폰의 출력 임피던스는 프리 앰프의 입력 임피던스에 비해 무시할 수 있을 정도여야 한다(실제로는 마이크로폰 임피던스보다 최소 10배 이상 큰 프리 앰프 임피던스를 권장한다). 이렇게 하면 신호가 최소한으로 감쇠되고 과정에서 전력이 거의 소모되지 않는다.
임피던스 브리징의 주요 대안은 주어진 소스 임피던스에 대해 전력 전달을 최대화하는 임피던스 매칭이다. 그러나 이는 증폭기가 매우 비싸고 많은 열을 발생시키던 20세기 초반 이후로는 관련성이 없었다. 전화선에서 증폭기 수를 줄이기 위해 전력 손실을 최소화해야 했으므로 소스 및 부하 임피던스를 매칭했다. 임피던스 매칭의 단점은 프리앰프 입력에서 전압 레벨의 절반만 나타나기 때문에 발생하는 6dB 신호 손실이다. 그러나 특정 리본 및 다이내믹 마이크로폰은 설계자가 특정 부하 임피던스를 마이크로폰의 내부 전기 음향 댐핑 회로의 일부로 가정했기 때문에 예외이다.
마이크로폰마다 임피던스가 크게 다를 수 있으며, 이는 설계에 따라 달라진다. 수동 마이크로폰의 경우 이 값은 코일(또는 유사한 메커니즘)의 임피던스와 밀접하게 관련된다. 활성 마이크로폰의 경우 이 값은 내부 증폭기 회로의 출력 임피던스를 나타낸다.
저임피던스는 600옴 미만으로 간주된다. 중임피던스는 600옴에서 10킬로옴 사이로 간주된다. 고임피던스는 10킬로옴 이상이다. 내장된 앰프로 인해 콘덴서 마이크로폰은 일반적으로 50에서 200옴 사이의 출력 임피던스를 갖는다.

### 디지털 마이크로폰 인터페이스
음향공학회에서 발행한 AES42 표준은 마이크로폰용 디지털 인터페이스를 정의한다. 이 표준에 부합하는 마이크로폰은 아날로그 출력을 생성하는 대신 XLR 또는 XLD 수 커넥터를 통해 직접 디지털 오디오 스트림을 출력한다. 디지털 마이크로폰은 AES42 표준에 부합하는 적절한 입력 연결이 있는 새로운 장비와 함께 사용하거나 적절한 인터페이스 박스를 통해 사용할 수 있다. AES42 표준에 따라 작동하는 스튜디오 품질의 마이크로폰은 현재 여러 마이크로폰 제조업체에서 구할 수 있다.

## 측정 및 사양
마이크로폰은 구조의 차이로 인해 소리에 대한 고유한 특성 응답을 가진다. 이러한 응답의 차이는 비균일한 위상 및 주파수 응답을 생성한다. 또한 마이크로폰은 음압에 균일하게 민감하지 않으며 왜곡 없이 다른 레벨을 수용할 수 있다. 과학적 응용 분야에서는 더 균일한 응답을 가진 마이크로폰이 바람직하지만, 음악 녹음에서는 마이크로폰의 비균일한 응답이 바람직한 음색을 생성할 수 있으므로 항상 그렇지는 않다. 마이크로폰 사양에 대한 국제 표준이 있지만, 이를 따르는 제조업체는 거의 없다. 결과적으로, 다른 제조업체에서 발행한 데이터를 비교하는 것은 다른 측정 기술이 사용되기 때문에 어렵다. 그러나 제조업체가 IEC 60268-4에 따라 사양을 제공한 것으로 알려지지 않는 한, 이 또는 다른 발행된 데이터에서 어떤 확실한 결론을 도출할 때 주의해야 한다.
주파수 응답 다이어그램은 주파수 범위(일반적으로 20Hz~20kHz)에 걸쳐 마이크로폰 감도를 데시벨로 표시하며, 일반적으로 완벽하게 축상 음향(캡슐에 0°로 도달하는 음향)을 위한 것이다. 주파수 응답은 덜 정보적으로 "30Hz–16kHz ±3dB"와 같이 텍스트로 표시될 수 있다. 이는 명시된 주파수 사이에 거의 평탄하고 선형적인 플롯을 의미하며, 진폭 변화가 ±3dB를 넘지 않음을 의미한다. 그러나 이 정보만으로는 변화가 얼마나 매끄러운지, 스펙트럼의 어느 부분에서 발생하는지 알 수 없다. 일반적으로 사용되는 "20Hz–20kHz"와 같은 진술은 허용 오차의 데시벨 측정이 없으면 무의미하다는 점에 유의해야 한다. 지향성 마이크로폰의 주파수 응답은 음원으로부터의 거리와 음원의 기하학적 구조에 따라 크게 달라진다. IEC 60268-4는 주파수 응답을 평면 진행파 조건(음원에서 매우 멀리 떨어진 곳)에서 측정해야 한다고 명시하지만, 이는 실용적이지 않은 경우가 많다. 근거리 음성 마이크로폰은 다른 음원 및 거리로 측정될 수 있지만, 표준이 없으므로 측정 기술이 설명되지 않는 한 다른 모델의 데이터를 비교할 방법이 없다.
클리핑 레벨은 최대 사용 가능한 레벨의 중요한 지표이다. 최대 SPL에서 일반적으로 인용되는 1% THD 수치는 실제로는 매우 약한 수준의 왜곡이며, 특히 짧은 고음 피크에서는 거의 들리지 않는다. 클리핑은 훨씬 더 잘 들린다. 일부 마이크로폰의 경우 클리핑 레벨이 최대 SPL보다 훨씬 높을 수 있다.
마이크로폰의 다이내믹 레인지는 노이즈 플로어와 최대 SPL 사이의 SPL 차이이다. 예를 들어 "120dB"와 같이 단독으로 명시된 경우, 자체 노이즈와 최대 SPL 수치가 개별적으로 제공될 때보다 훨씬 적은 정보를 전달한다.
감도는 마이크로폰이 음압을 출력 전압으로 얼마나 잘 변환하는지를 나타낸다. 고감도 마이크로폰은 더 많은 전압을 생성하므로 믹서나 녹음 장치에서 증폭이 덜 필요하다. 이는 실질적인 문제이지만 마이크로폰의 품질을 직접적으로 나타내는 것은 아니며, 사실 감도라는 용어는 "변환 이득"이 더 의미 있는 오칭(또는 단순히 "출력 레벨")이다. 왜냐하면 진정한 감도는 일반적으로 노이즈 플로어에 의해 결정되며, 출력 레벨 측면에서 너무 많은 "감도"는 클리핑 레벨을 손상시키기 때문이다. 두 가지 일반적인 측정 방법이 있다. (선호되는) 국제 표준은 1kHz에서 파스칼당 밀리볼트로 측정된다. 값이 높을수록 감도가 크다. 오래된 미국 방법은 1V/Pa 표준을 참조하며 일반 데시벨로 측정되어 음수 값이 나온다. 다시 말하지만, 값이 높을수록 감도가 크므로 -60dB는 -70dB보다 감도가 더 크다.

## 측정 마이크로폰
일부 마이크로폰은 스피커 테스트, 소음 수준 측정, 기타 음향 경험 정량화를 위해 사용된다. 이들은 보정된 변환기이며 일반적으로 주파수에 대한 절대 감도를 명시하는 보정 인증서와 함께 제공된다. 측정 마이크로폰의 품질은 종종 "Class 1", "Type 2" 등의 명칭을 사용하여 언급되는데, 이는 마이크로폰 사양이 아니라 소음계에 대한 참조이다. 측정 마이크로폰 성능 설명을 위한 보다 포괄적인 표준이 최근 채택되었다.
측정 마이크로폰은 일반적으로 압력의 스칼라 센서이며, 물리적 치수의 산란 프로파일에 의해서만 제한되는 무지향성 응답을 보인다. 음향 인텐시티 또는 음향 파워 측정에는 압력 구배 측정이 필요하며, 이는 일반적으로 최소 두 개의 마이크로폰 배열 또는 열선 풍속계를 사용하여 수행된다.

### 교정
마이크로폰으로 과학적 측정을 하려면 정확한 감도(볼트/파스칼)를 알아야 한다. 이 값은 장치의 수명 동안 변할 수 있으므로 측정 마이크로폰을 정기적으로 교정해야 한다. 이 서비스는 일부 마이크로폰 제조업체와 독립적인 공인 테스트 연구소에서 제공한다. 모든 마이크로폰 교정은 궁극적으로 영국 NPL, 독일 PTB, 미국 NIST와 같은 국가 측정 기관의 1차 표준에 따라 추적 가능하며, 이들 기관은 대개 상호성 1차 표준을 사용하여 교정한다. 이 방법으로 교정된 측정 마이크로폰은 비교 교정 기술을 사용하여 다른 마이크로폰을 교정하는 데 사용할 수 있다.
적용 분야에 따라 측정 마이크로폰은 주기적으로(일반적으로 매년 또는 몇 개월마다) 그리고 낙하(대부분의 마이크로폰은 이러한 위험을 줄이기 위해 폼 패딩 케이스에 담겨 있음) 또는 허용 수준을 초과하는 소리에 노출되는 등 잠재적으로 손상될 수 있는 사건 후에 테스트해야 한다.

## 어레이
마이크로폰 어레이는 여러 개의 마이크로폰이 연동하여 작동하는 것이다. 다양한 응용 분야가 있다.
- 주변 소음에서 음성 입력을 추출하는 시스템 (특히 전화, 음성 인식, 보청기)
- 서라운드 사운드 및 관련 기술
- 소리로 물체 위치 파악: 음향 소스 로컬라이제이션 (예: 포병 사격 원점 파악을 위한 군사적 사용). 항공기 위치 및 추적.
- 고음질 원본 녹음
- 피하 소리의 국지적 음향 감지를 위한 3D 공간 빔포밍

일반적으로 어레이는 공간의 둘레에 분산된 무지향성 마이크로폰으로 구성되며, 결과를 기록하고 일관된 형태로 해석하는 컴퓨터에 연결된다.

## 윈드스크린
윈드스크린 (또는 상호 교환적으로 윈드실드)은 마이크로폰에 대한 바람의 영향을 줄이는 방법을 제공한다. 팝스크린이 단일 지향성 폭풍으로부터 보호해주는 반면, 폼 "모자"는 모든 방향에서 그릴로 들어오는 바람을 막아주고, 블림프, 제플린, 바스켓은 마이크로폰을 완전히 감싸고 본체도 보호한다. 후자가 중요한데, 바람 소리의 극단적인 저주파수 콘텐츠를 고려할 때 마이크로폰 하우징에서 유발되는 진동이 노이즈 출력에 상당한 기여를 할 수 있기 때문이다.
사용되는 차폐 재료(철망, 직물 또는 폼)는 상당한 음향 임피던스를 갖도록 설계되었다. 음파를 구성하는 비교적 낮은 입자 속도 공기 압력 변화는 최소한의 감쇠로 통과할 수 있지만, 높은 입자 속도 바람은 훨씬 더 많이 저항을 받는다. 재료의 두께를 늘리면 바람 감쇠가 증가하지만, 고주파 오디오 콘텐츠를 손상시키기 시작한다. 이는 단순한 폼 스크린의 실질적인 크기를 제한한다. 폼과 철망은 부분적으로 또는 전체적으로 자립할 수 있지만, 부드러운 직물과 거즈는 프레임에 늘리거나 더 거친 구조 요소와 라미네이팅해야 한다.
표면에서 모든 바람 소음이 발생하기 때문에 차폐 주변과 마이크로폰 캡슐 사이의 간격이 클수록 소음 감쇠가 커진다. 대략 구형의 차폐의 경우, 감쇠는 거리의 (대략) 세제곱에 비례하여 증가한다. 전체 바스켓 윈드실드에는 조르크 부트케(Joerg Wuttke)가 처음 설명한 추가 압력 챔버 효과가 있다. 이는 2포트(압력 구배) 마이크로폰의 경우 차폐와 마이크로폰 조합이 하이패스 음향 필터 역할을 하도록 한다.
표면의 난기류가 바람 소음의 원인이므로, 전체 난기류를 줄이면 소음 감소에 도움이 될 수 있다. 공기역학적으로 매끄러운 표면과 강력한 소용돌이 생성을 방지하는 표면 모두 성공적으로 사용되었다. 역사적으로 인조 모피는 미세 난기류를 생성하고 소리 없이 에너지를 흡수하기 때문에 이 목적으로 매우 유용했다. 바람과 비에 의해 뭉치지 않으면 모피 섬유는 음향적으로 매우 투명하지만, 직조 또는 편직된 뒷면은 상당한 감쇠를 줄 수 있다. 재료로서 일관성 있게 제조하기 어렵고 현장에서 깨끗한 상태로 유지하기 어렵다는 단점이 있다. 따라서 그 사용에서 벗어나려는 관심이 있다.
- 다양한 마이크로폰 커버
- 두 개의 녹음이 진행 중이다. 왼쪽에는 블림프가 사용되고 있다. 오른쪽에는 오픈셀 폼 윈드스크린이 사용되고 있다.
- "데드 캣"과 "데드 키튼" 윈드스크린. 데드 키튼은 DSLR 카메라용 스테레오 마이크로폰을 덮는다. 이름의 차이는 인클로저의 크기 때문이다.

## 같이 보기
- 수진기 – 지구 내 소리용 트랜스듀서
- 하이드로폰 – 수중 소리용 트랜스듀서
- 아이오노폰 – 플라즈마 기반 마이크로폰
- 마이크로폰 블로커 – 내장 마이크로폰 비활성화를 위한 컴퓨터 액세서리.
- 마이크로폰 커넥터
- 명목 임피던스

## 내용주
1. ↑  자전거(bicycle)의 바이시클(bike)과 같은 철자 원칙에 따라 약칭의 비공식 이름으로 1920년대부터 사용된 오래된 표준 철자인 mike는 1960년대 음향 엔지니어들 사이에서 사용되기 시작한 새로운 철자인 mic으로 자주 대체되고 있다. 2010년에 AP 통신의 스타일 가이드는 이 용어의 표준 철자를 mike에서 mic으로 변경했지만, mic/mike 동사의 과거 분사형(부자연스러운 miced 또는 mic'd 대신)을 철자할 때는 miked를 유지했다.[2][3]
2. ↑  이것의 예로는 타르타르산 칼륨 나트륨이 있는데, 이는 마이크로폰과 슬림라인 스피커 구성 요소로 모두 작동하는 압전 결정이다.

## 더 읽어보기
- Corbett, Ian. Mic It!: Microphones, Microphone Techniques, and Their Impact on the Final Mix. CRC Press, 2014.
- White, Paul. Using Microphone Polar Patterns Effectively. Sound on Sound, SOS Publications Group, 2007.
- Eargle, John. The Microphone Book. Taylor & Francis, 2004.
- "The Invention of the Microphone", historical perspective, 사이언티픽 아메리칸, July 13, 1878, p. 16